# Sophienhöhle
Die Sophienhöhle ist eine natürliche Karsthöhle bei Kirchahorn, einem Ortsteil der oberfränkischen Gemeinde Ahorntal im Landkreis Bayreuth in Bayern.
Die Tropfsteinhöhle befindet sich am nordwestlichen Talrand des Ailsbachtals, unweit der Burg Rabenstein in der Fränkischen Schweiz. 
Die Sophienhöhle gilt mit ihren drei großen Abteilungen und verschlungenen Gängen als eine der schönsten Schauhöhlen Deutschlands.

## Lage
Die Sophienhöhle liegt am nordwestlichen Talhang des engen, gewundenen Ailsbachtals bei der Gemeinde Ahorntal im oberfränkischen Landkreis Bayreuth. Das Tal weist viele steile Felsbastionen und die größte Höhlendichte in der Fränkischen Schweiz auf. Der Eingang der Höhle liegt auf 411 m ü. NHN, das Tal 375 m ü. NHN und die darüber befindliche Klaussteinkapelle auf der Burgstelle der ehemaligen Burg Ahorn auf 443 m ü. NHN. Vom Parkplatz bei der Burg Rabenstein westlich der Höhle ist sie auf einem 650 Meter langen Fußweg zu erreichen, vom Parkplatz 30 Meter unterhalb der Höhle, direkt an der Staatsstraße 2185, führt ein steiler 120 Meter langer Weg hinauf.

## Geologie

Rundgang durch die Sophienhöhle
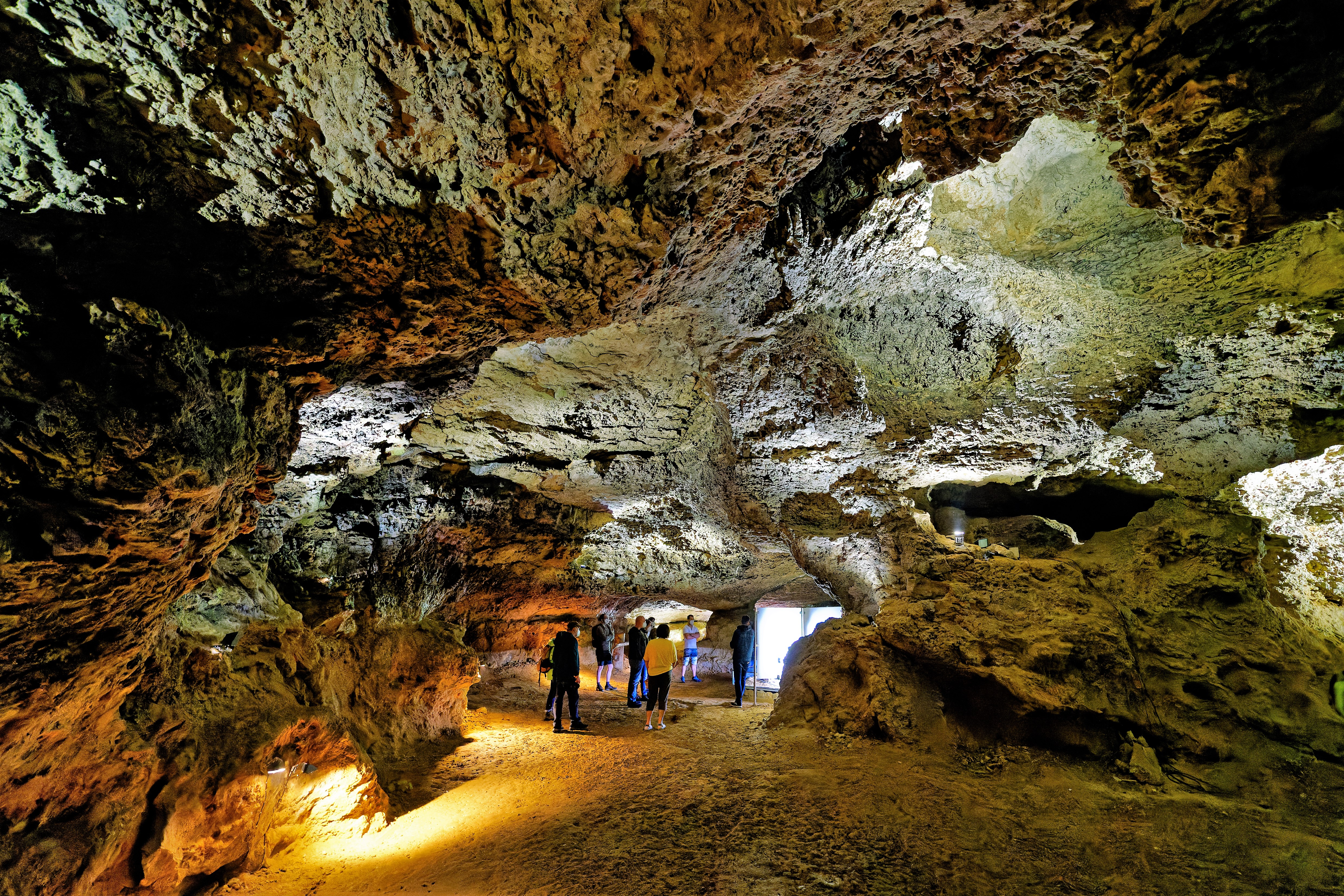
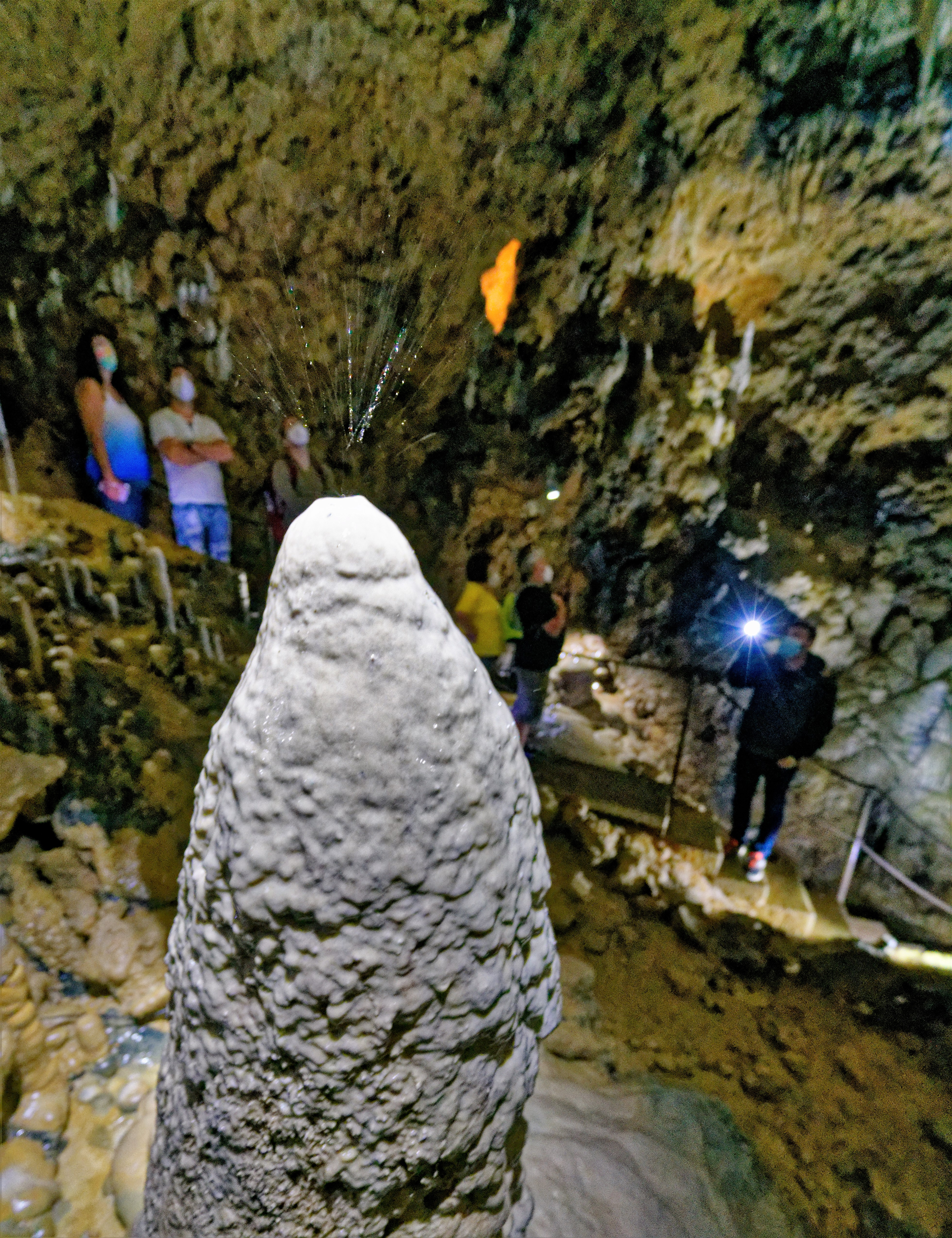
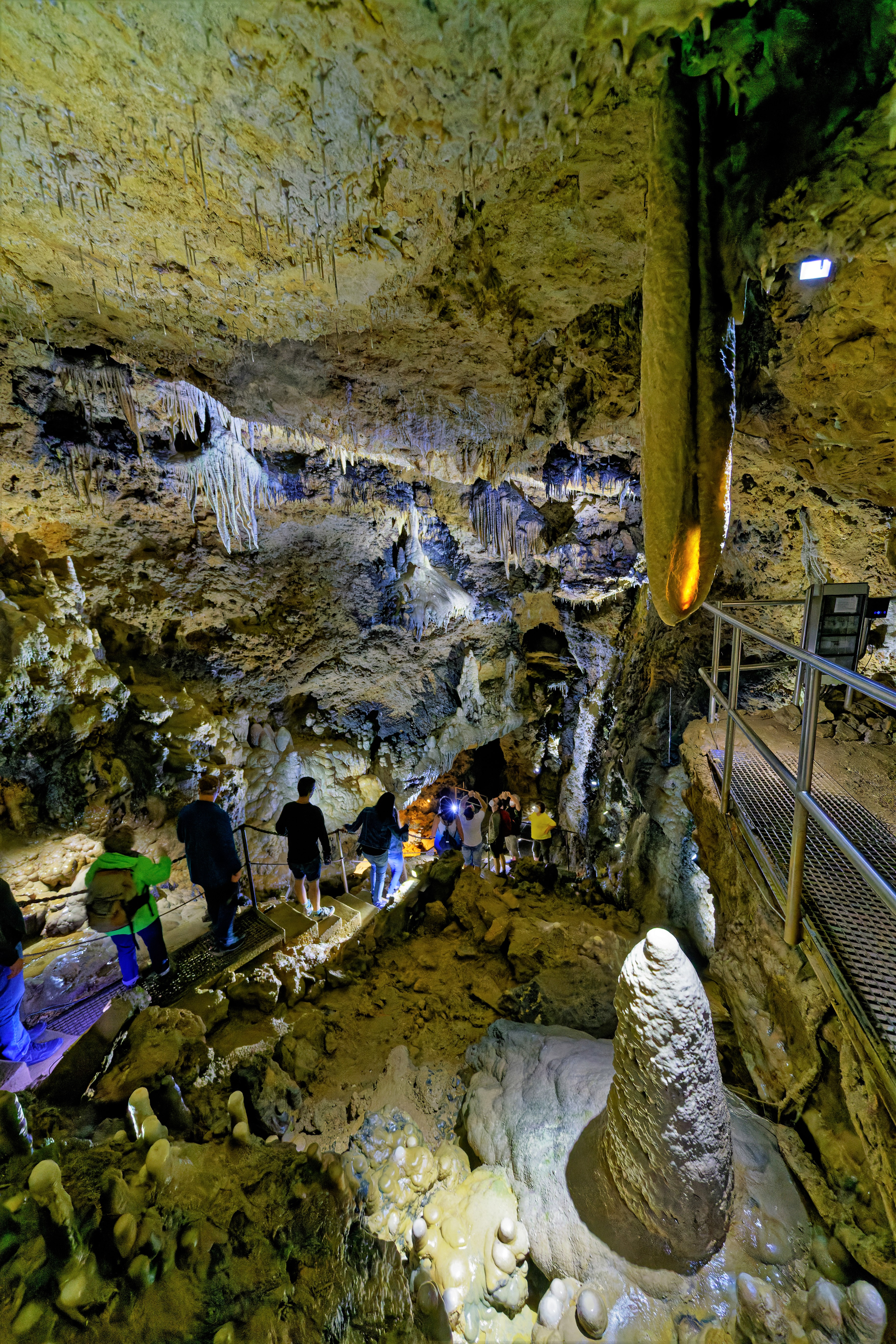
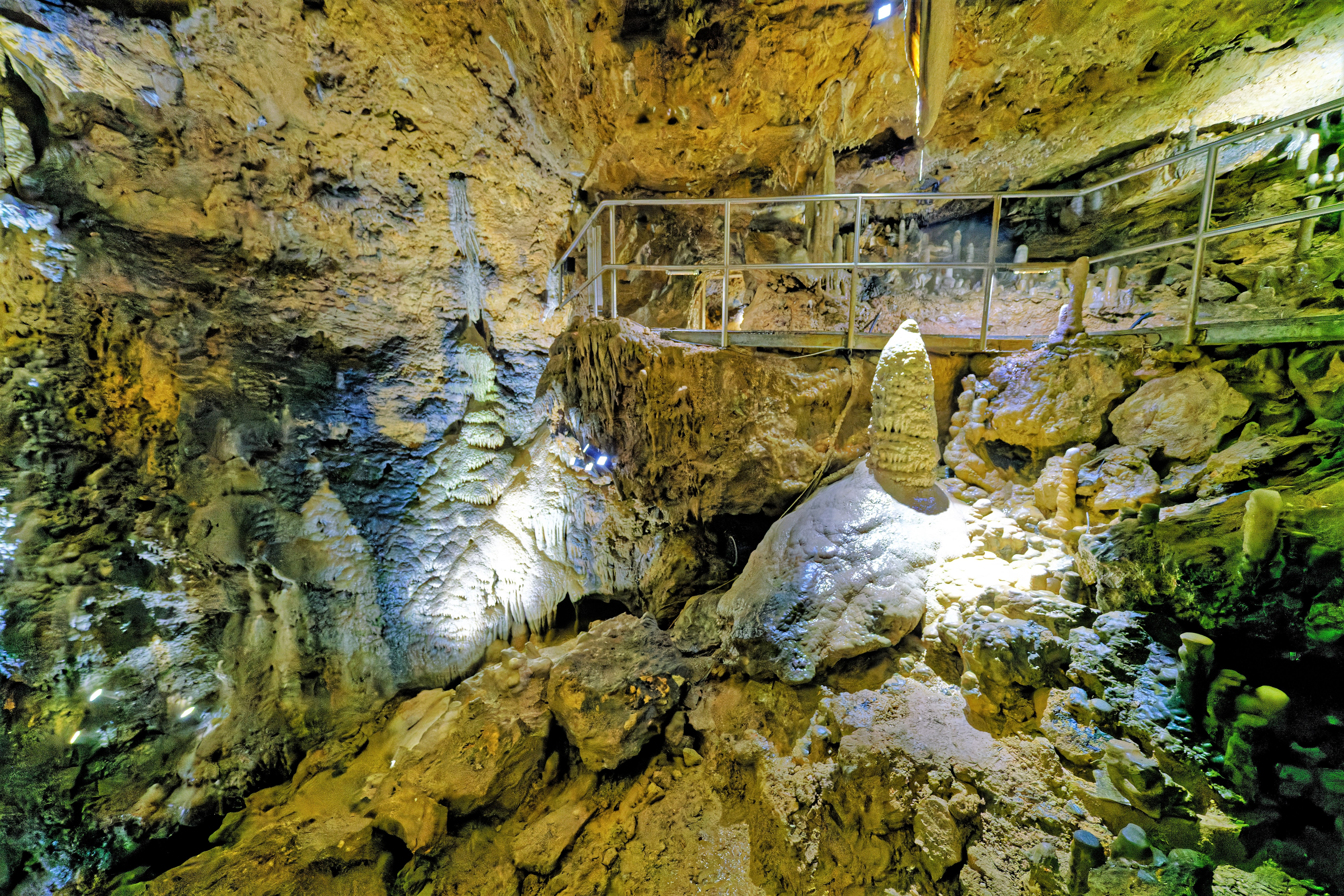
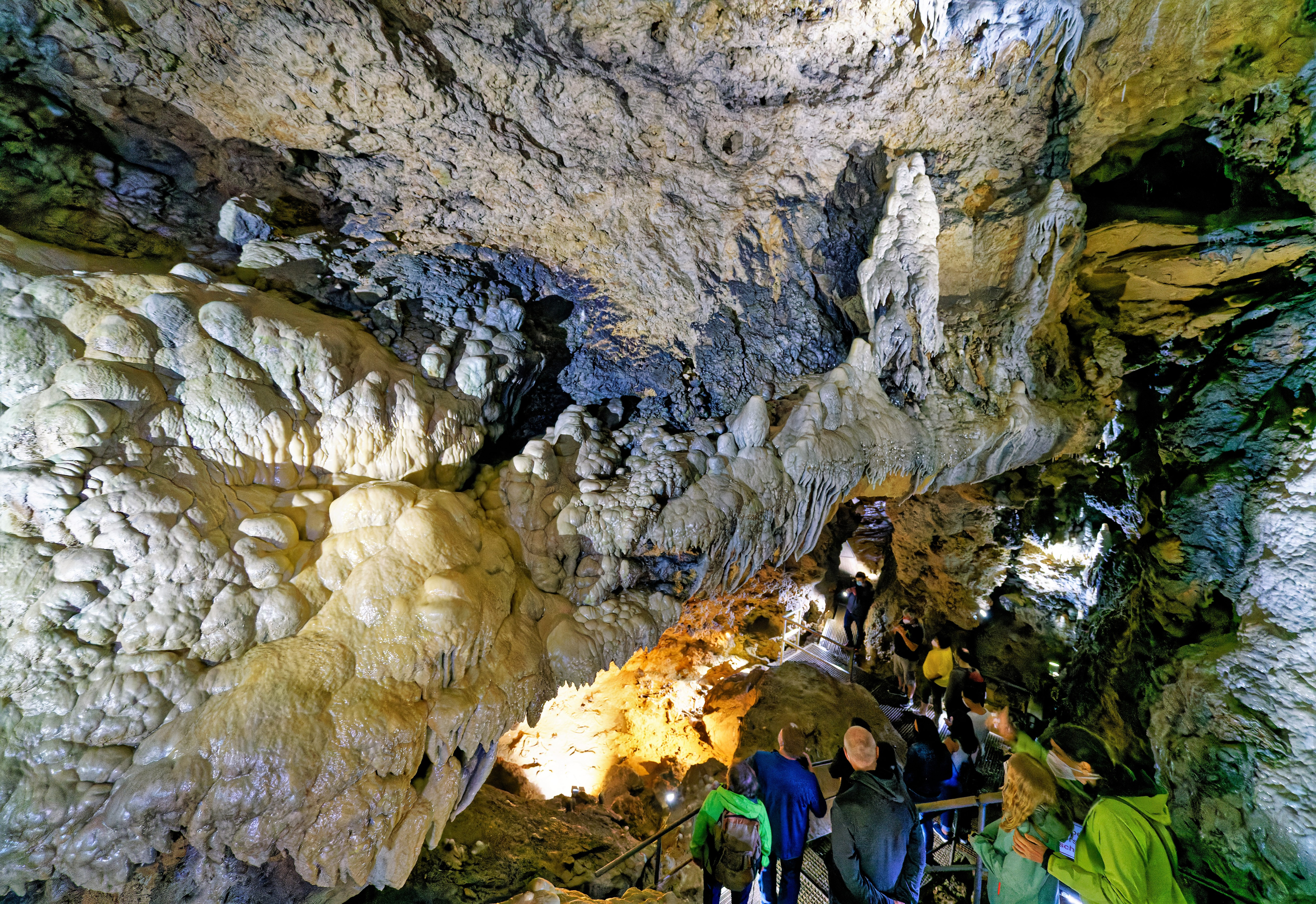
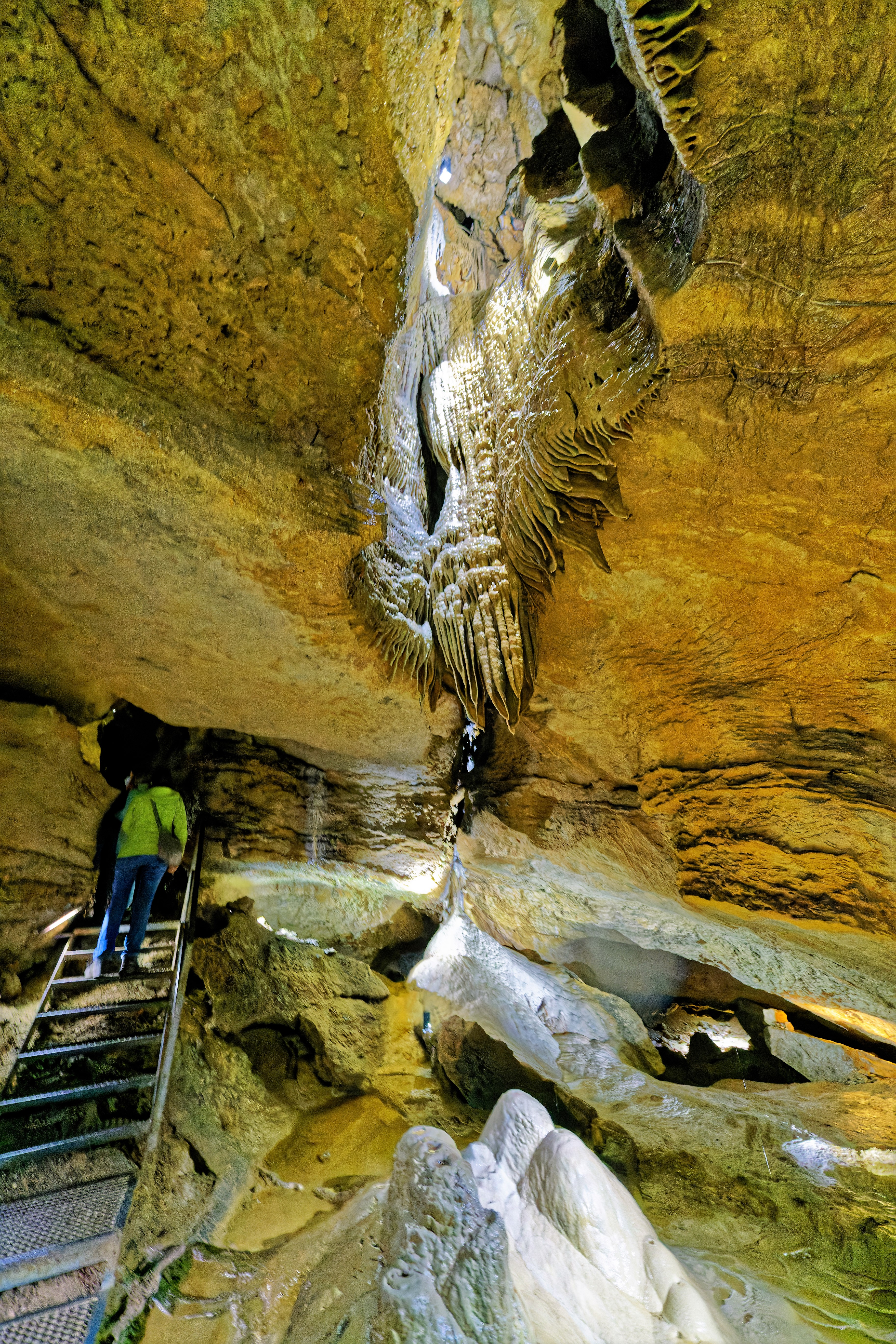
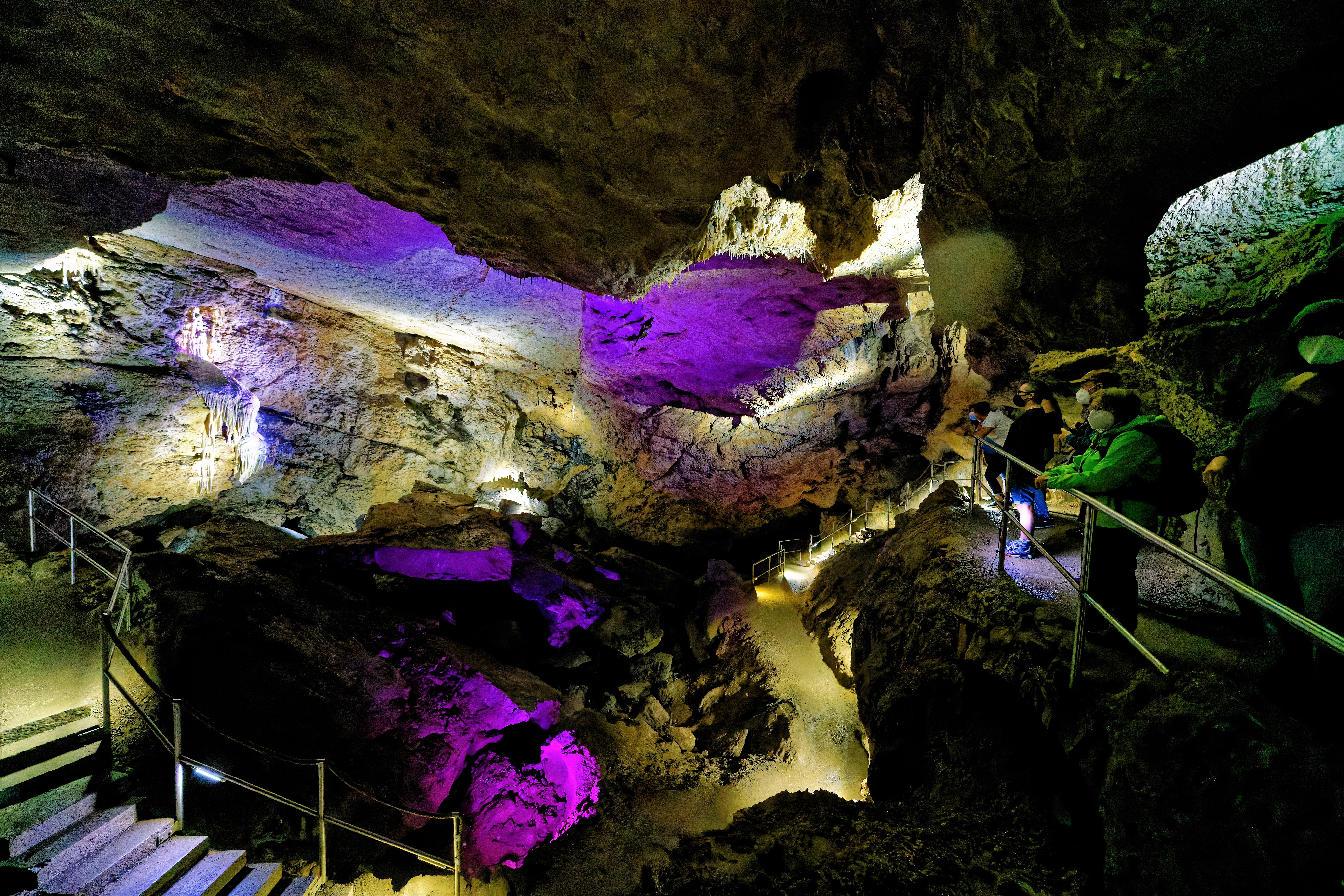
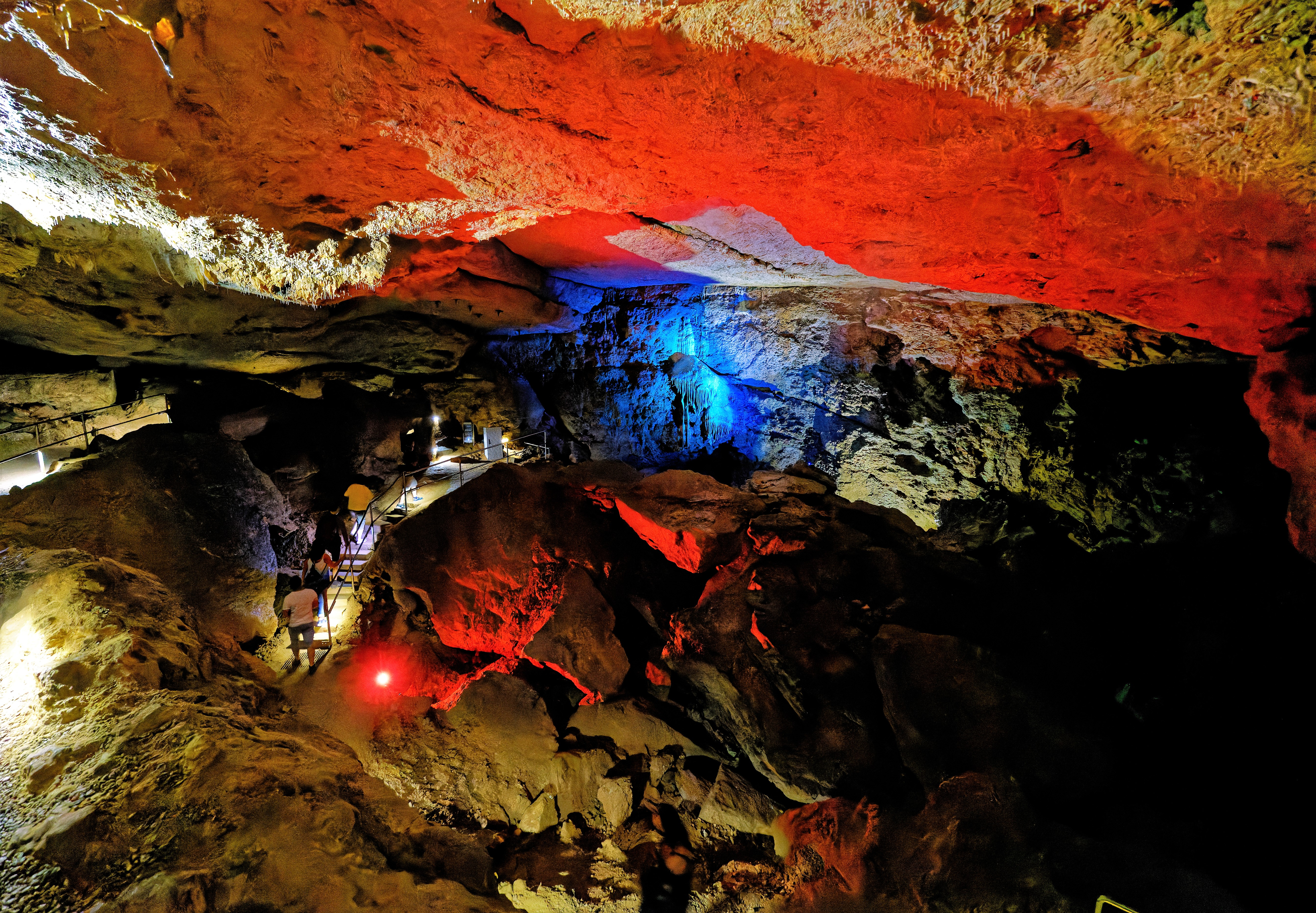

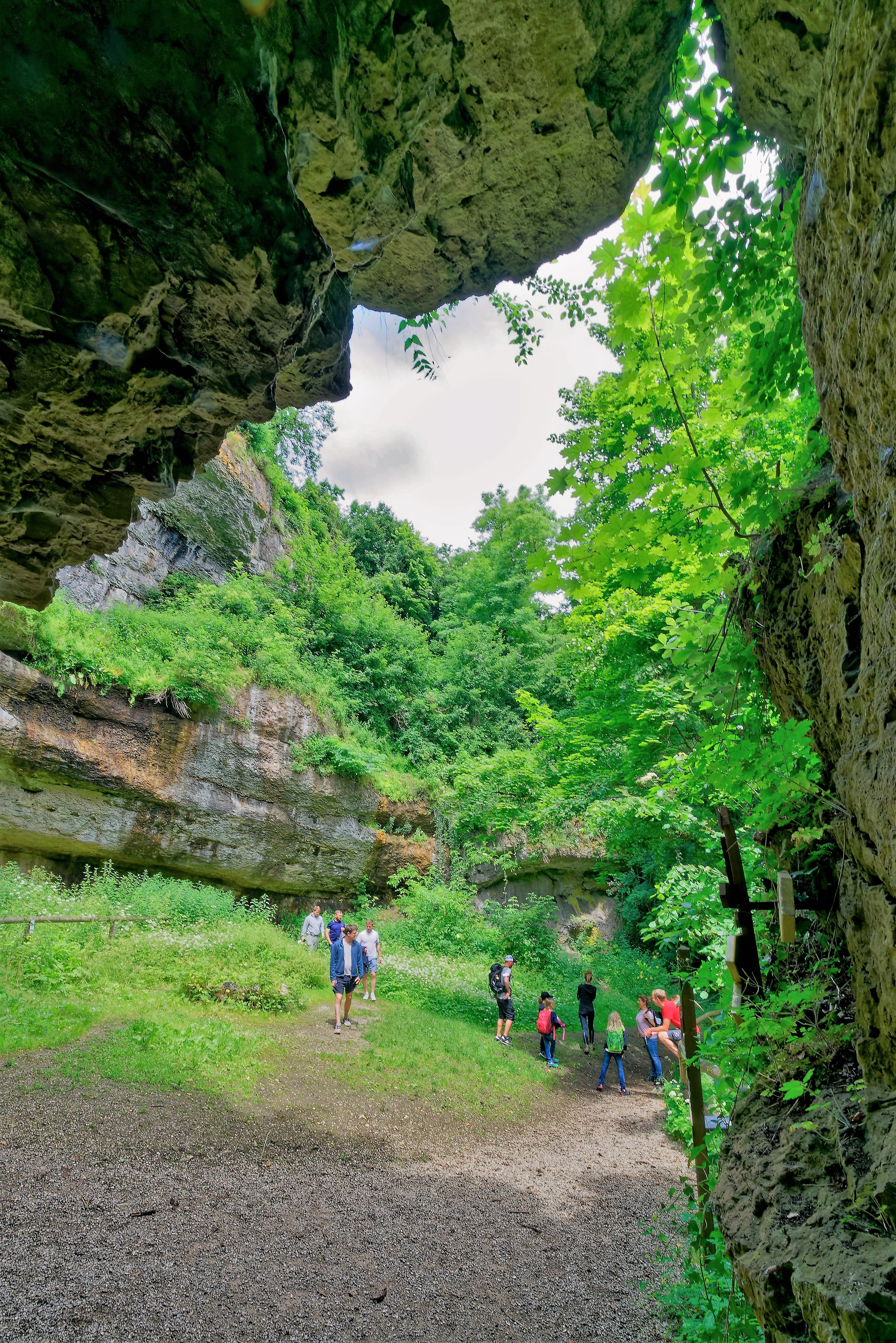
Sophienhöhlen-Eingang und Vorplatz mit Felswand

Die Sophienhöhle liegt in fossilen Schwammriffen im Frankendolomit des Malm im Jura. Das 18 Meter breite, sechs Meter hohe und bergwärts sich verjüngende Eingangsportal hat eine kuppelförmige Struktur. Die Höhle besitzt domartige Hallen, die teilweise durch enge, verschlungene Gänge verbunden sind. Dies ist für Höhlen im fränkischen Dolomit typisch. Die Höhle zieht sich im Wesentlichen an den horizontalen Fugen der Schwammriffe entlang. Diese Oberflächenformen lassen sich anhand von Fugen besonders gut in der dritten Abteilung verfolgen. Sie zählt mit einer Größe von 42 × 25 × 11 Metern zu den größten fränkischen Höhlenräumen. Hier haben sich große Verbruchquader entlang der Fugen von der Decke abgelöst und bedecken den Boden. Die beiden anderen Abteilungen weisen ebenfalls Versturzblöcke auf, die an manchen Stellen von Tropfsteinen überzogen sind. Das Raumbild der Höhle deutet auf ein hohes Alter hin.

### Entstehung
Die Höhle ist im stehenden Grundwasser entlang der weitgehend horizontal verlaufenden Fugen entstanden. Kohlensäurehaltiges Wasser konnte durch feine Risse und Klüfte im Gestein eindringen. Obwohl Kohlensäure eine relativ schwache Säure ist, kann sie Kalk- und Dolomitgestein auflösen. Große Hohlräume entstanden durch Auslaugung entlang zahlreicher Risse und Klüfte. Durch eine Vertiefung des Ailsbachtales sank der Grundwasserspiegel ab und legte die Hohlräume frei. Später wurden die Räume und Gänge teilweise wieder mit Sedimenten verfüllt, wodurch die vorderen Abteilungen teilweise voneinander getrennt wurden.

### Höhlenkomplex

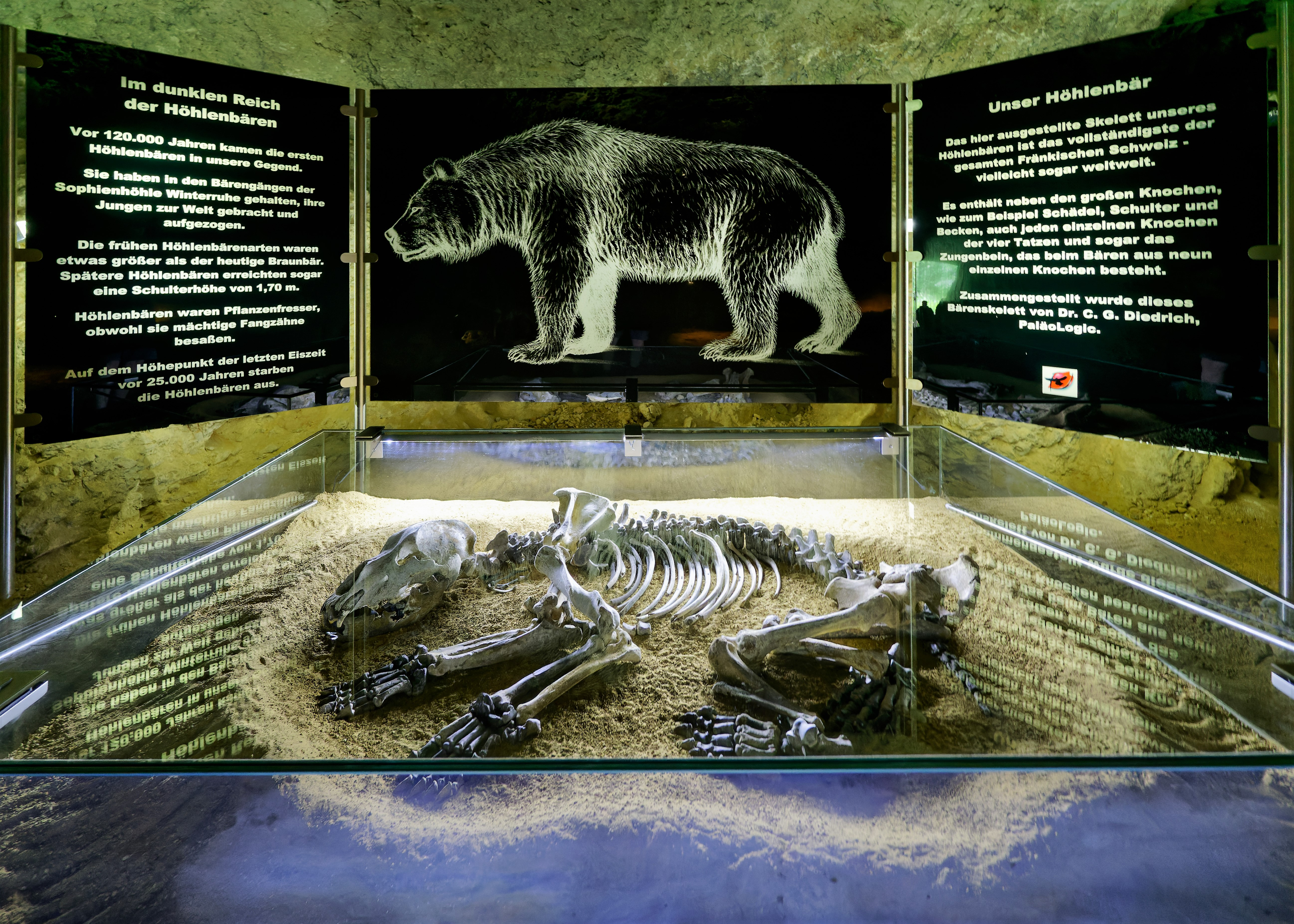

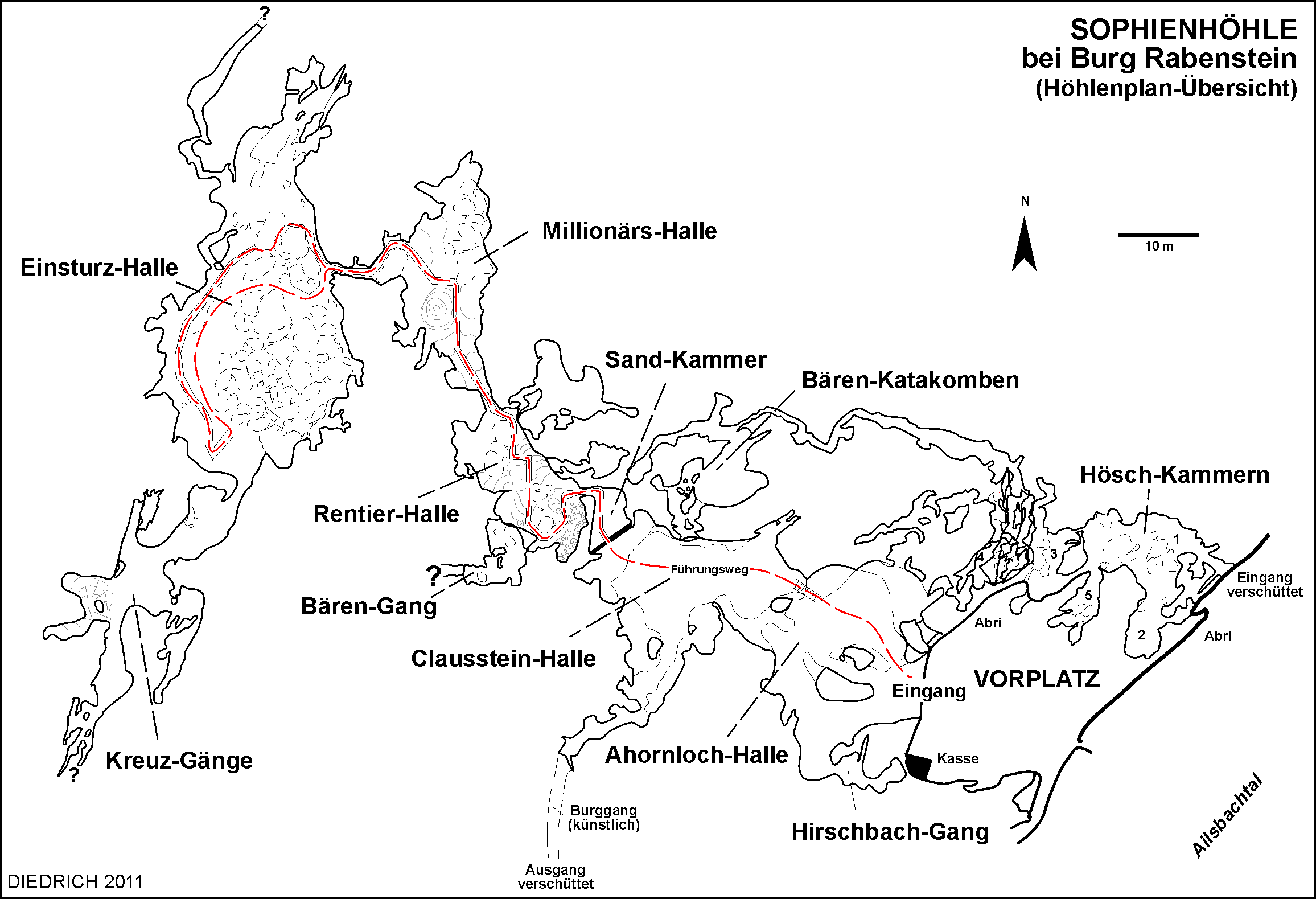
Grundrissplan der Sophienhöhle mit Wegführung durch die Haupthallen.

Die Sophienhöhle besteht aus einem Komplex von insgesamt vier Höhlen: das schon immer bekannte Eingangsportal, das Ahornloch, die sich anschließende Klaussteinhöhle, die 1833 entdeckte eigentliche Sophienhöhle und die zunächst verfüllte Höschhöhle. Zusammen bilden die einzelnen Höhlen den Klaussteinhöhlen-Komplex oder die Sophienhöhle. Sie hat eine Länge von etwa 900 Metern, wobei die eigentliche Sophienhöhle mit ihren drei Abteilungen 500 Meter lang ist. Im Höhlenkataster Fränkische Alb, die über 3000 Höhlen auf einer Fläche von 6400 Quadratkilometern besitzt, ist die Sophienhöhle als B 27 und die mit ihr verbundene Höschhöhle als B 24 registriert. Die Höhle ist vom Bayerischen Landesamt für Umwelt als Geotop 472H009 ausgewiesen. Siehe hierzu auch die Liste der Geotope im Landkreis Bayreuth.

### Tropfsteine
Die Sophienhöhle weist reichhaltige und vielgestaltige Tropfsteine auf. Es gibt Deckenformationen wie Stalaktiten und Sinterröhrchen, Bodenformationen wie Stalagmiten und Sinterbecken, und schöne Wandsinterpartien. Die Versinterungen treten überwiegend in den ersten beiden Abteilungen auf, fehlen aber auch in der dritten Abteilung nicht ganz. Die Räume vor der Sophienhöhle, wie das Ahornloch und die Klaussteinhöhle, haben nur sehr wenige Tropfsteine. In der Sophienhöhle gibt es Sinterfahnen und Sintervorhänge, die an schrägen Decken und überhängenden Wandabschnitten entstehen. Die Tropfsteine erscheinen in den verschiedensten Farben. Aus reinem Calcit bestehen die durchsichtigen Sinterröhrchen und rein weiße Stalagmiten. Durch Verunreinigung mit Eisenoxid treten Tropfsteine mit gelben und braunen Farbtönen auf. Durch Manganoxide wurden einige Tropfsteine schwarz gefärbt.

## Fossile Knochen
Im Höhlenkomplex wurden zahlreiche Knochen eiszeitlicher Tiere gefunden, wobei Reste des Höhlenbären den größten Anteil bilden. Die Bären nutzten die Sophienhöhle während der Winterruhe, um dort die Jungen zur Welt zu bringen. Dabei sind vereinzelt immer wieder Tiere an Altersschwäche oder Krankheiten verendet. Über einen langen Zeitraum häufte sich so eine große Knochenansammlung an.
Das Alter der Knochen in der Fränkischen Alb wird auf 28.500 bis 60.000 Jahre angesetzt. Dies ergaben mehrere Radiokohlenstoffdatierungen aus fränkischen Höhlen. Die Bärenknochen in der Sophienhöhle stammen damit überwiegend aus der Würmeiszeit. Über die Sophienhöhle selbst gibt es keine Altersdatierungen. In der ersten Abteilung der Sophienhöhle fand man neben Knochen des Höhlenbären auch vereinzelt Überreste von Mammut, Wollnashorn und Rentier. Nach alten Höhlenberichten muss die Sophienhöhle hinsichtlich ihrer zahlreichen Rentierreste in der Frankenalb als herausragend angesehen werden. Die meisten der in der Sophienhöhle gefundenen Fossilien sind allerdings verschollen. Viele davon waren in der nahe gelegenen Burg Rabenstein untergebracht. Einige befinden sich im Besitz der Paläontologischen Staatssammlung in München, wie beispielsweise ein Unterkieferfragment eines Löwen aus dem Pleistozän.

## Geschichte

### Frühgeschichte

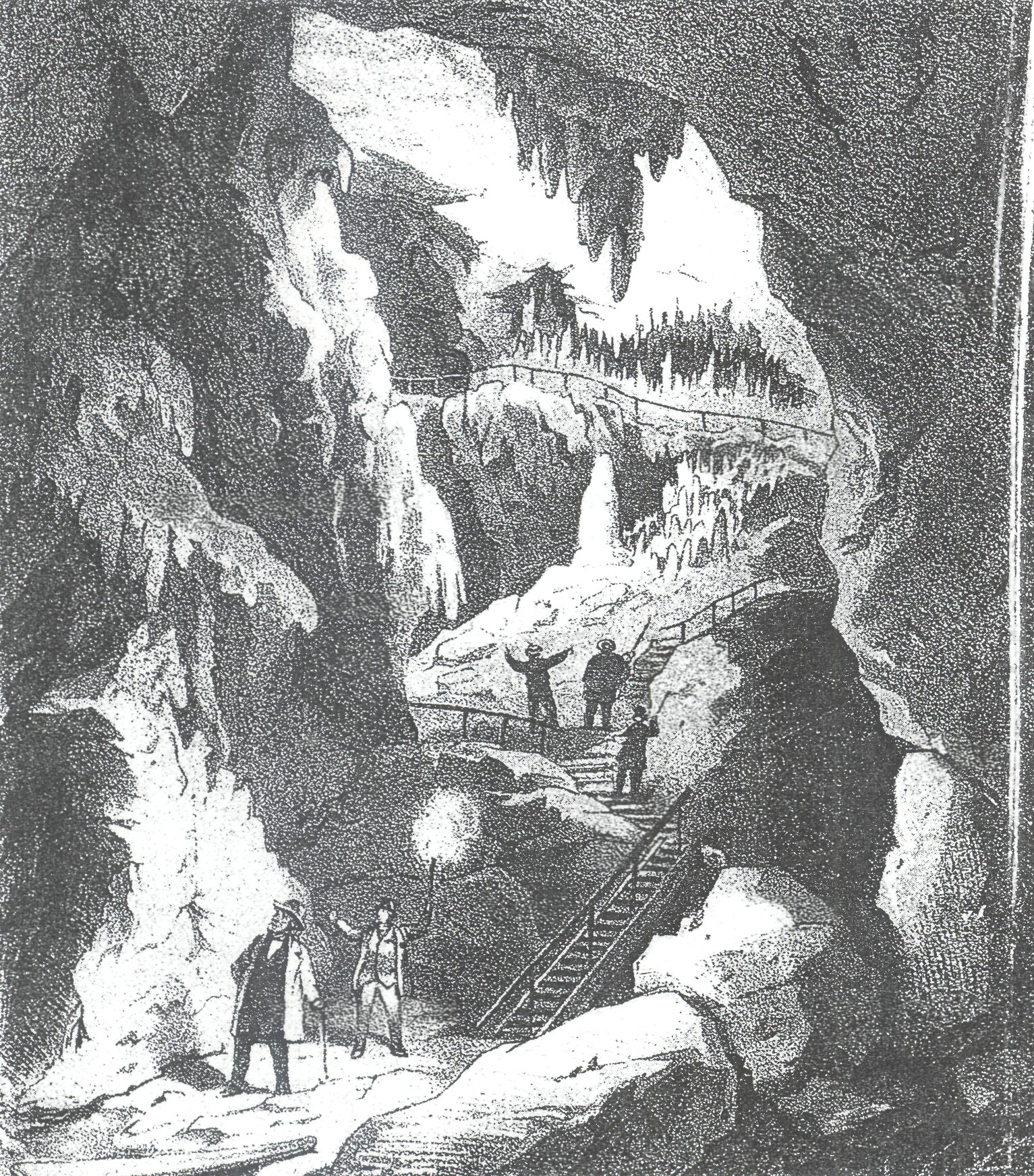
Lithografie der ersten Abteilung von Theodor Rothbart im Jahre 1856

Der Vorraum der Sophienhöhle, das Ahornloch, wurde bereits von prähistorischen Menschen benutzt. Der Name der Höhle stammt vom adligen Geschlecht der von und zu Ahorn, die als die ersten Herrscher des Ahorntales gelten und direkt über dem Ahornloch in der Burg Klausstein lebten. Die jahrtausendelang zugänglichen Höhlenteile, das Ahornloch und die Klaussteinhöhle, wurden durch Ablagerungen im Laufe der Zeit teilweise verfüllt. Die Verfüllung bestand aus meterdicken Schichten von Höhlenbärenknochen, Fledermauskot und Überbleibseln menschlicher Besiedlungen aus der Stein- und Bronzezeit. Hinzu kamen Frostabbrüche von der Decke und Sinterablagerungen. Mit diesem Material wurden die niedrigen Verbindungsgänge zwischen den Hallen vollständig aufgefüllt. Dadurch gerieten die hinter den abgeschlossenen Teilen liegenden Höhlenbereiche in Vergessenheit.
Die Klaussteinhöhle hat ihren Namen von der darüberliegenden Klaussteinkapelle. Dort stand eine Burg, die abgerissen wurde. Aus der Jungsteinzeit stammen die ältesten Funde, als der Mensch erstmals sesshaft wurde und Ackerbau und Viehzucht betrieb. Die meisten Funde stammen jedoch aus der Hallstatt- und La-Tène-Zeit. Überwiegend wurden Keramikscherben gefunden, auch von Bronzeschmuck wurde berichtet. Ob die Funde auf einer Nutzung der Höhle als menschliche Behausung beruhen oder ob dort kultische Handlungen durchgeführt wurden, konnte bisher nicht geklärt werden.

### Erste Grabungen

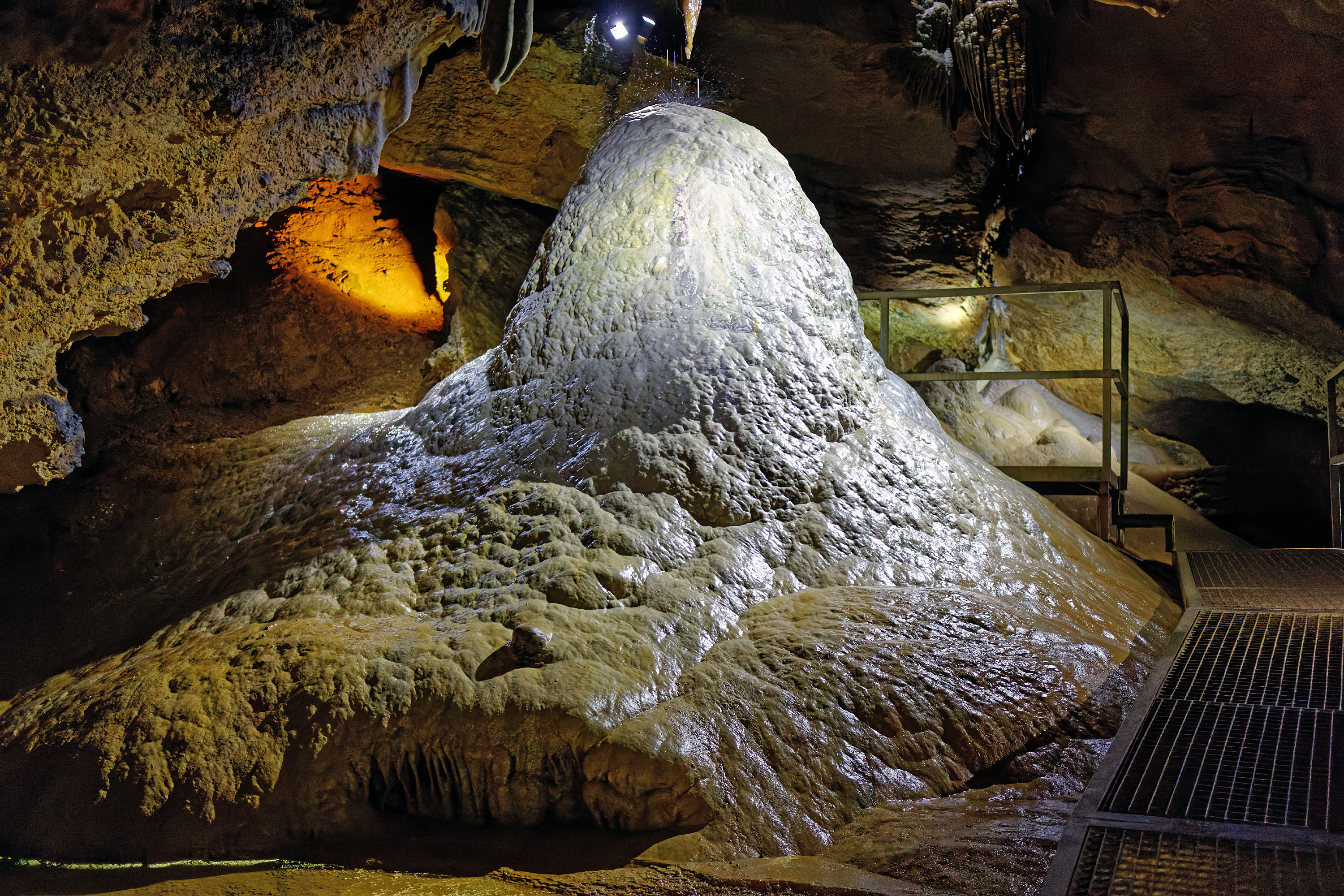
Größter Tropfstein der Höhle, der Millionär

Den im Mittelalter in der Höhle gefundenen Knochen und Ablagerungen schrieb man teilweise magische Eigenschaften zu, weswegen fossile Tierknochen und Zähne zermahlen und an Apotheken als heilkräftige Pülverchen verkauft wurden. Aus Höhlenlehm und Dolomitasche versuchte man Gold zu machen. 1490 wollte der Bamberger Hans Breu im Ahornloch aus phosphathaltigen Höhlensedimenten Salpeter gewinnen, der zur Herstellung von Schwarzpulver gebraucht wurde. In einer diesbezüglichen Urkunde wurde die Höhle das erste Mal erwähnt. Das Unternehmen scheiterte allerdings, da aus den Bodensedimenten kein Salpeter gewonnen werden konnte.
Nach dieser Suche nach nutzbaren Ablagerungen wurde es bis etwa zur zweiten Hälfte des 18. Jahrhunderts um die Höhle wieder ruhiger. Der Pfarrer Johann Friedrich Esper, der als Begründer der wissenschaftlichen Höhlenforschung in Franken gilt, besuchte das Ahornloch in den Jahren 1774 und 1778 und verfasste eine ausführliche Beschreibung des Ahornlochs:

„Die höchste nördliche Felsspitze ist es, auf welcher Klausstein ruht, und unter ihr zieht sich durch den etliche Lachter mächtigen Fels in einer schwindelnden Höhe die jetzt zu beschreibende Höhle hindurch. Ueber einen Weg, welchen von dem Tal herauf fast nicht zu ersteigen ist, und von der Felsspitze herab viel gefährliches hat, naht man sich einer zwanzig Fuß hohen Felswand, die durch unbekannten Zufall gleich einem zertrümmerten Amphitheater in einer Weite von etlichen hundert Füßen ausgebrochen ist und das offene gegen Norden kehrt. Vier Lager von Fels befinden sich hier übereinander und die Oberfläche hängt etliche Schuh gegen die Grundlinie über, eine Sache, die wahrscheinlich durch die Verwitterung bewirkt worden seyn mag […] Ganz auf dem Boden sieht man mit vieler Sorgfalt verlegte Kluft, wozu Jagdhunde die Ursache gegeben haben sollen, die sich in dieser Gegend beym refieren öfters verloren. Auch veranlaßte das in der Tiefe dieser Kluft bemerkte Wasser, einen Versuch mit Enten anzustellen, man ließ sie hinein, und sie kamen in der Gegend von Streitberg wieder zum Vorschein. Gewiß ist es, daß diese Gebürge in ihrem innern viele stehende Seen haben, und mit zusammen hängenden Kanälen durchzogen sind. […]“

Bei Grabungen 1788 im hinteren Teil des Ahornlochs wurde die Klaussteinhöhle wiederentdeckt. In den folgenden Jahren wurde die Trennwand zum Ahornloch beseitigt, um so einen bequemeren Eingang zu schaffen. Man hoffte auch, etwas Kostbares zu finden. Auf archäologische Funde, wie Knochen von Höhlenbären, wurde dabei nicht geachtet. Das herausgegrabene Material wurde in den Schacht der Klaussteinhöhle geworfen.

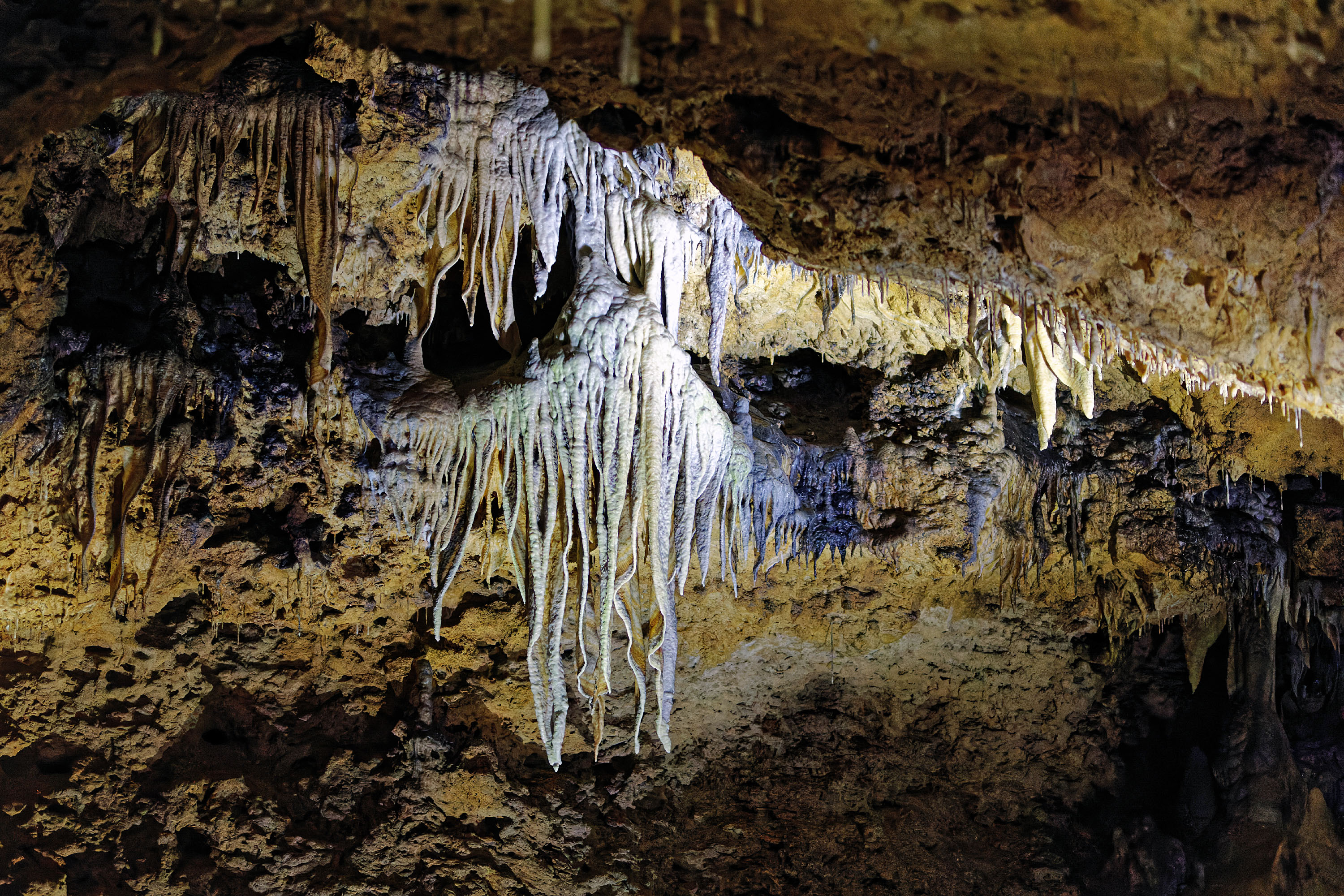
Sinterfahne

Georg August Goldfuß beschreibt 1810 in einem seiner Berichte das Ahornloch:

„Die Felsenmasse ist da, wo sie die Hälfte ihrer Höhe erreicht hat, zu einem Halbzirkel eingebogen, dessen Krümmung einige hundert Schuhe betragen mag. Durch einen steilen Pfad gelanget man zu dem grünen Platz, welchen der Felsen umschließt, und gewahret nun, unter einem Ueberhange desselben, die zwey Eingänge zur Klausteiner Höhle. Ringsum von Spuren der Verwüstung umgeben, wagt man sich schüchtern in diese Schlünde, in deren Innerem die Natur ihre Werkstätte mit Nacht und Grausen dem menschlichen Auge verhüllte. […]“

### Entdeckung der Sophienhöhle

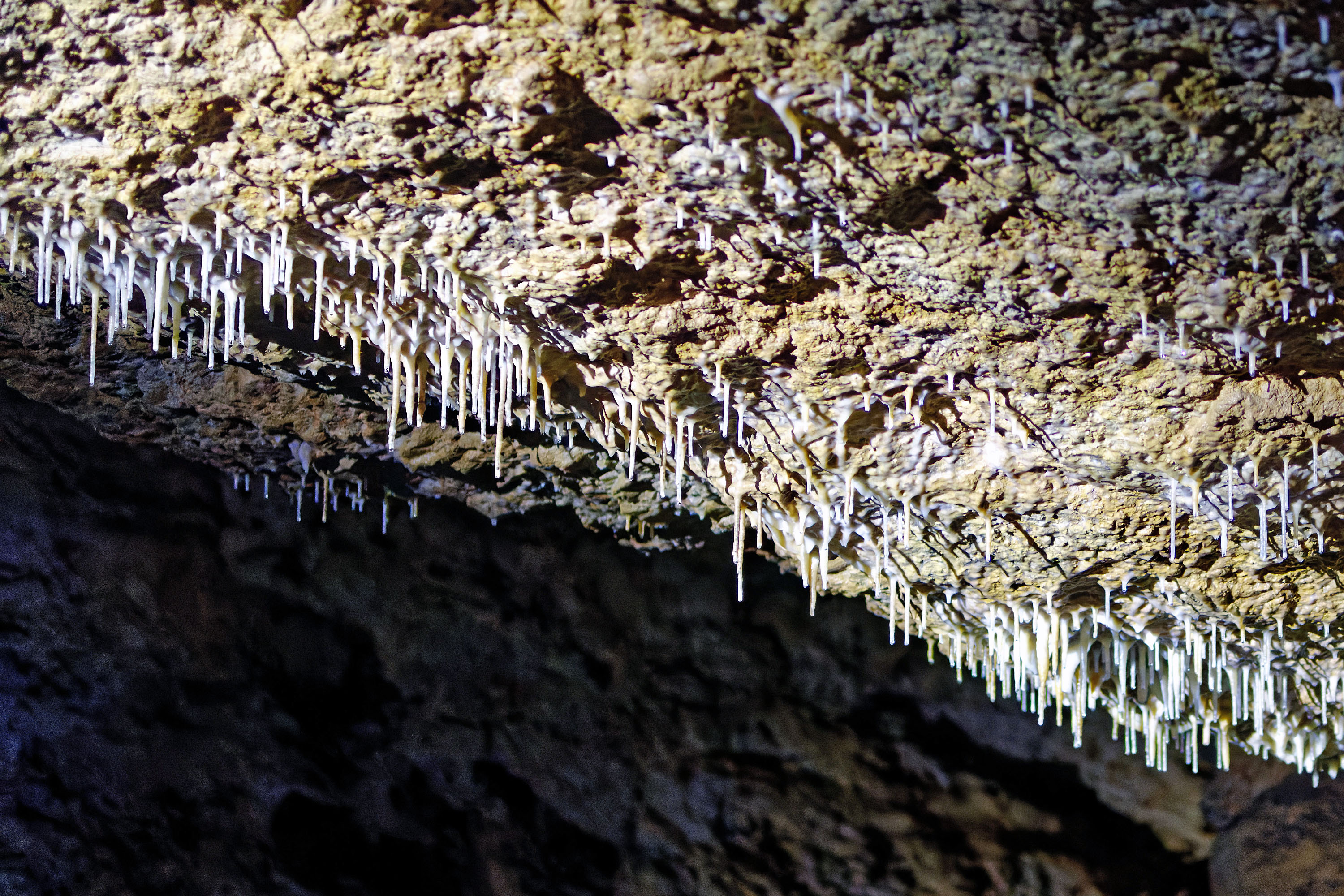
Sinterröhrchen in der dritten Abteilung

Im Jahre 1833 führte der Kunstgärtner Michael Koch im Auftrag seines Arbeitgebers, Reichsrat Graf Franz Erwein von Schönborn-Wiesentheid, dem die Höhle gehörte, Erweiterungsarbeiten durch. Er wollte im Südosten der Höhle einen neuen Ausgang anlegen. Er durchstieß eine Sinterdecke und entdeckte fossile Knochen. Daraufhin kroch er in einen kleinen Raum, der im Gegensatz zu den bisher bekannten Höhlenteilen mit Sinterformen ausgestattet war. Dabei verspürte er am 16. Februar 1833 im hinteren, verengten Teil einen kräftigen Luftzug, der ihm aus einer engen Felsspalte entgegenwehte. Daraufhin entfernte er mit Gutsarbeitern Gesteinsschutt und Lehm und erweiterte die Felsspalte. Am 18. Februar 1833 unternahm er mit dem gräflichen Patrimonialrichter Schmelzing aus Weiher und dem Müller Hösch von der nahen Neumühle eine erste Begehung dieser erweiterten Felsspalte. Sie entdeckten dabei neue, reichlich mit Tropfsteinen geschmückte Hohlräume, die jetzige Sophienhöhle. Mit dem Abbaumaterial wurde der Schacht der Klaussteinhöhle verfüllt. Die von der Klaussteinhöhle durch den Abraum abgetrennten Räume haben eine Gesamtlänge von etwa 200 Metern und werden heute Höschhöhle nach dem langjährigen Besitzer der Neumühle genannt.
Koch berichtete gleich nach der Entdeckung der neuen Höhlenräume seinem Grafen ausführlich davon. Zum Schutz der Höhle ordnete der Graf die sofortige Schließung an. Dadurch konnte sie weitgehend in ihrem ursprünglichen Zustand erhalten werden und wurde nicht, wie viele andere Tropfsteinhöhlen, ihres Tropfsteinschmucks beraubt. Die Entdeckung der Höhle, die zum damaligen Zeitpunkt zu den schönsten in Mitteleuropa zählte, wurde schnell in den Zeitungen verbreitet.
Im neu entdeckten Höhlenbereich wurden etwa 40 zum Teil angesinterte Höhlenbärenschädel, Wirbel, Schulterblätter, Extremitätenknochen und viele Einzelzähne gefunden. Es fanden sich auch Schädel der Höhlenhyäne. Die am besten erhaltenen Knochen kamen auf Veranlassung des Grafen in das Museum der danebenliegenden Burg Rabenstein. In das Geologische und Mineralogische Institut der Universität Erlangen kamen ebenfalls vereinzelte Relikte. Die damals in der Burg untergebrachten Fundstücke sind allerdings verschollen.
Der Graf besuchte am 21. Juni 1833 mit seinem ältesten Sohn Erwin und dessen Gemahlin Sophie (geborene Gräfin zu Eltz) die Höhle. Daraufhin benannte er die Höhle zu Ehren seiner Schwiegertochter Sophienhöhle. Er ließ die Höhle mit Treppen- und Wegeanlagen behutsam für Besucher herrichten. Bei den Erschließungsmaßnahmen wurden das Ahornloch und die Klaussteinhöhle völlig eingeebnet.
Nach der Entdeckung der Höhle kamen zahlreiche Gelehrte, um diese näher zu untersuchen.
Johann Wilhelm Holle schilderte 1833 in Die neu entdeckte Kochshöhle oder die Höhlenkönigin im königl. Landgerichte Hollfeld-Waischfelddie die neu entdeckte Höhle recht euphorisch. Er berichtete unter anderem, dass er „die berühmtesten Höhlen in Europa gesehen hat, mit diesen in Hinsicht ihrer Schönheit und Größe über allen Vergleich steht.“ Über die Höhle schrieb er: „Hier scheint die Natur ein ganzes Füllhorn von Schönheit ausgegossen zu haben. Die Wände sind blendend weiß, wie vom feinsten Alabaster überzogen; in der Mitte von der Decke herab haben sich Vorhänge von Tropfsteinen gebildet, von welchen die Rände gesäumt zu seyn scheinen. Wasserfälle von 30 bis 36 Fuß entladen sich auf der rechten Seite; auf dem Boden liegen unzählbare, kegelförmige, schwarzgraue Tropfsteine und ganz versteinerte Thiere […].“
Im Jahr 1834 wurde die Sophienhöhle als Schauhöhle eröffnet. Bei Führungen entzündete man zunächst vor den schönsten Tropfsteinformationen Magnesiumlicht. Zur Beleuchtung der Höhle dienten sogenannte Davy-Lampen, die von Humphry Davy erfunden worden waren. Später wurden Karbidlampen verwendet.

### Knochenfunde
Professor Rudolph Wagner schilderte kurze Zeit nach der Entdeckung der Sophienhöhle im Jahre 1833 die Knochenfunde:

„In der Tiefe auf dem Boden befindet sich eine Anzahl Schädel, Geweihe und andere Knochen von einer verhältnismäßig nur dünnen Sinterkruste überzogen, zum Theil auch fast ganz entblößt und durch überhängende Felsen geschützt. Vorzüglich sind es Schädel, auf das Vollkommenste mit Zähnen und allen Fortsätzen erhalten, welche die Oberfläche eines sich wahrscheinlich weit in die Tiefe erstreckenden Knochenlagers bedecken, und sich dem staunenden Beobachter darstellen. […]“

Im Jahre 1835 schrieb der Paläobotaniker Kaspar Sternberg über die Knochenlager in der Sophienhöhle:

„In vorweltlicher Hinsicht ist die Rabensteiner Höhle (Sophienhöhle) in Franken, die ich bei meiner Rückreise besuchte, von einem weit größeren Interesse und noch nicht hinreichend bekannt; schwerlich wird man anderswo die verschiedenen Thierarten, die im gewöhnlichen Leben sich fliehen, so nahe und deutlich erkennbar neben einander gleichsam aufgestellt finden […]. Bei dem Herabgehen in die Höhle gelangt man in eine geräumige Kammer, in deren Mitte Stalagmite sich angehäuft haben, und stößt zuerst auf ein aufrecht stehendes stattliches Rennthiergeweih, welches den Geweihen der noch lebenden Rennthiere sehr nahe steht; der Kopf mit dem unteren Theile der beiden Stangen des Geweihes ist mit Stalagmiten übergossen, wodurch es aufrecht erhalten wird, mehrere Sprossen sind ganz erhalten. Wenige Fuß tiefer liegt ein ungeheures Becken von einem Mammuth in eben diesem Stalagmit eingebettet; und noch mehrere Fuß tiefer ragen drei Höhlenbärenköpfe aus dem Stalagmite hervor, die Zähne bleckend, als wollten sie ihre Beute erfassen; und noch einige Schritte davon erscheinen abermals zwei Stangen eines Rennthieres mit ein paar Sprossen, die unteren sind von Stalagmiten überkleidet“

### Erste Vermessungen und weitere Grabungen
Die Höhlenteile, die sich hinter dem Ahornloch anschließen, hatten die Namen Klaussteinhöhle, Sophienhöhle und Kochshöhle, nach dem Entdecker. Die Bezeichnung Kochshöhle verschwand etwa 1840, der Name Klaussteinhöhle hielt sich neben Sophienhöhle bis etwa 1900. Theodor Rothbart veröffentlichte 1856 eine Mappe mit drei Lithografien, die die drei Hauptabteilungen der Sophienhöhle darstellen. 1902 wurde die Höhle von Major Adalbert Neischl mit einer Gesamtganglänge von 284 Metern erstmals vermessen. Dabei wurden einige, teilweise erst später zugänglich gemachte Seitengänge noch nicht berücksichtigt.
Bei erneuten Grabungen 1905 und 1906 wurde wiederum eine Vielzahl von Überresten von Höhlenbären, Höhlenlöwen und Hyänen gefunden. Die Gesamtlänge der Höhle einschließlich der Vorhöhle wurde 1966 durch die Naturhistorische Gesellschaft Nürnberg mit 465 Metern neu ermittelt. 1971 wurden die bis dahin bei Führungen verwendeten Karbidlampen durch eine elektrische Beleuchtung ersetzt. In den 1970er Jahren wurde die bei den Erschließungsmaßnahmen 1833 verschlossene und abgeschnittene Höschhöhle wiederentdeckt. Im Jahre 1997 musste die gesamte Höhle erneut neu vermessen werden, da im Rahmen neuerer Forschungsarbeiten durch Bayreuther und Nürnberger Höhlenforscher weitere Entdeckungen gelangen. Die Neuvermessung ergab zusammen mit der Höschhöhle eine Länge von etwa 900 Metern. Im Spätsommer des Jahres 2000 wurde der Schauhöhlenbetrieb mit zuletzt 34.000 Besuchern im Jahr aufgrund von Sicherheitsmängeln eingestellt.

### Gegenwart

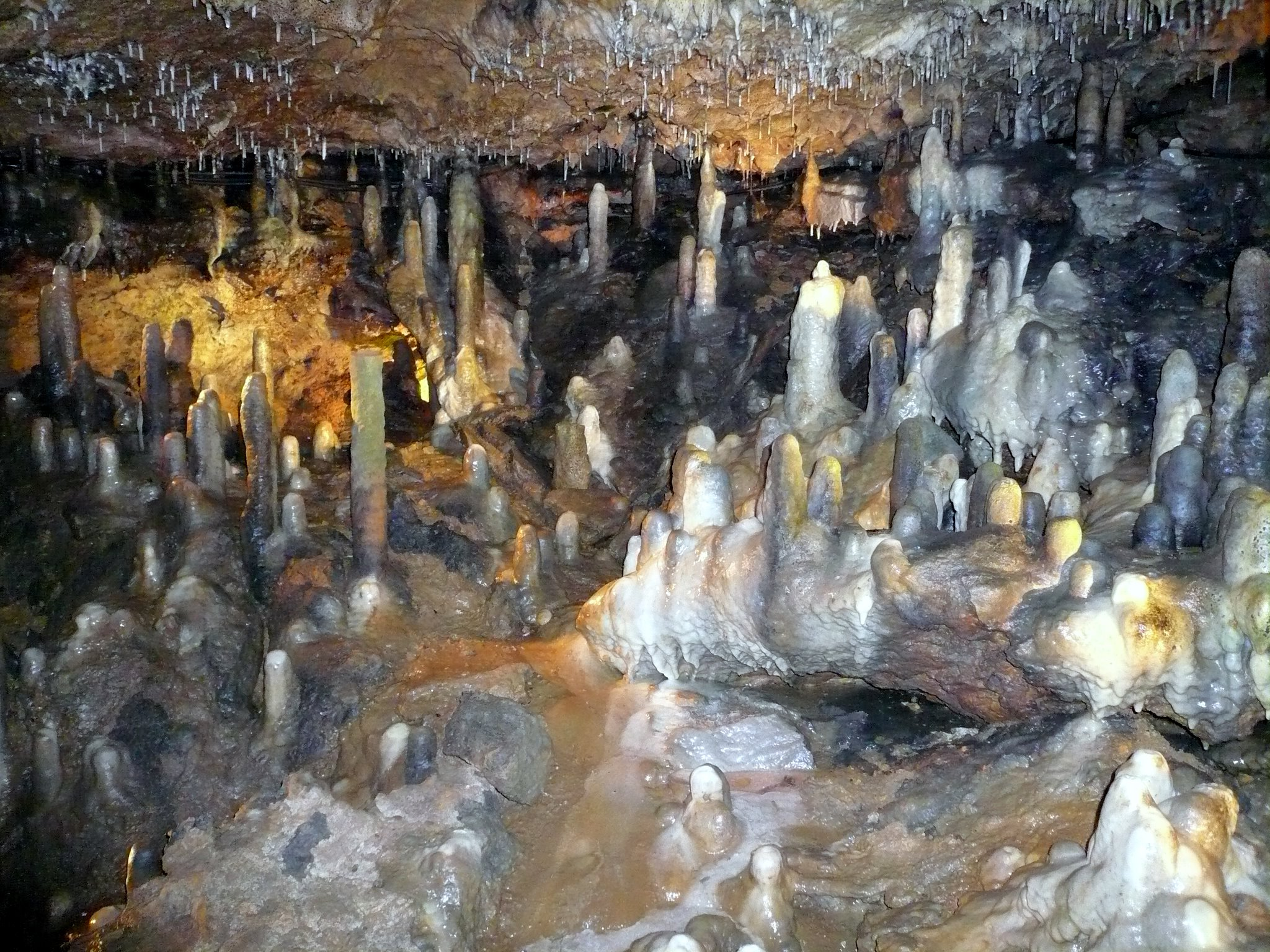
Orientalische Stadt in der ersten Abteilung

Derzeitige Besitzer sind die Nürnberger Reiner Haas und Wolfgang Deß, die die Höhle im Dezember 2000 zusammen mit der Burg Rabenstein kauften. Im Rahmen einer Renovierung wurde 2002 das bis dahin öffentlich zugängliche Ahornloch vergittert.

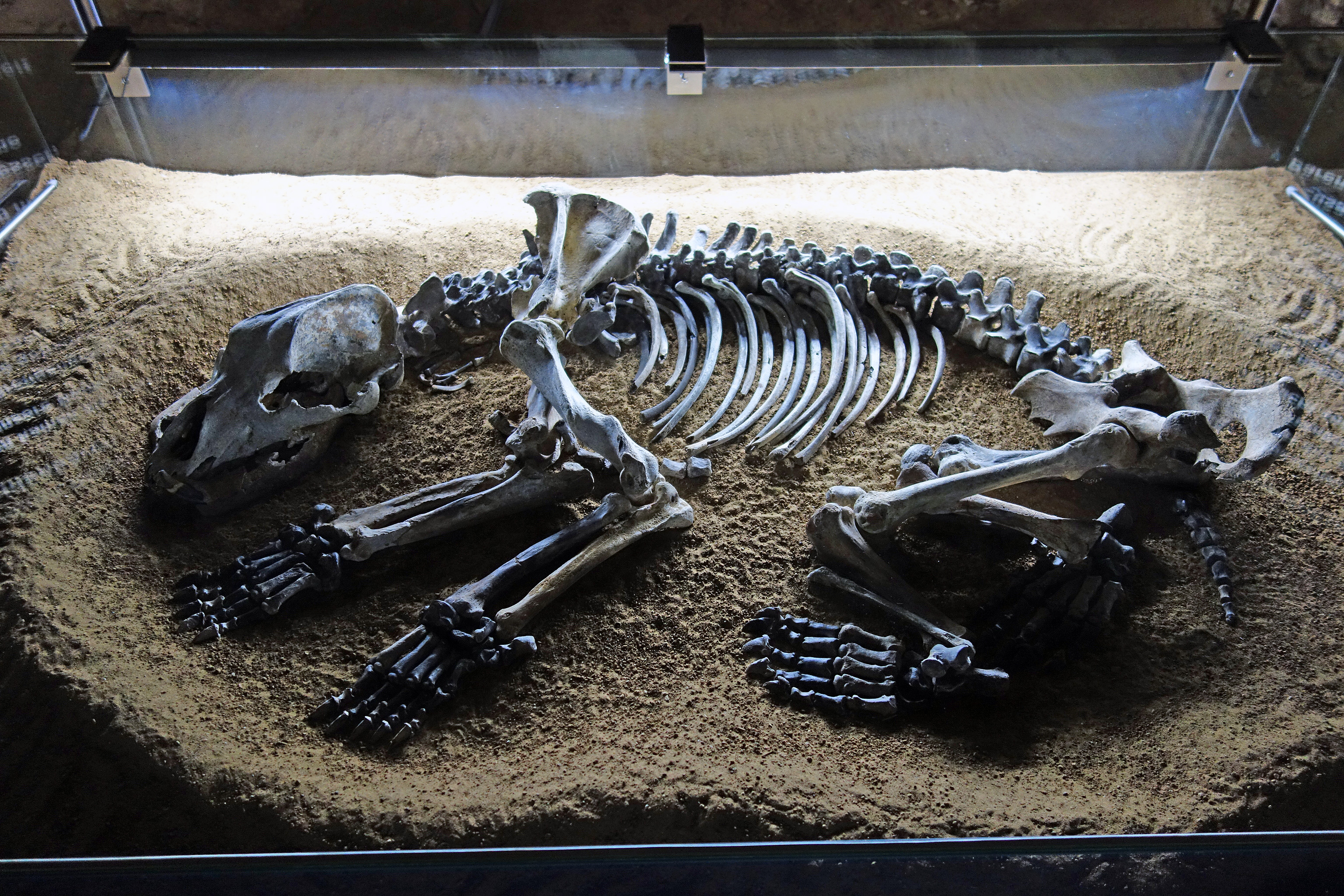
Kompositskelett des kleinen Höhlenbaeren Ursus spelaeus eremus aus den Ausgrabungen in 2010

2011 wurden in einer Nebenhöhle bei Siebaktionen über 8.000 Knochen gesichert, aus denen das Skelett eines Höhlenbären zusammengestellt und in der zweiten Vorhöhle in einer Vitrine aufgestellt wurde. Das fast vollständige Höhlenbärenskelett, dem die Höhlenbetreiber den Namen Benno gaben, gilt als das vollständigste weltweit.
2012 wurde die Beleuchtungsanlage der Höhle komplett mit LEDs erneuert. 
Da LED-Lampen weniger UV-Licht erzeugen als herkömmliche Leuchtmittel, wird das Pflanzenwachstum in der Höhle reduziert. Die durch die alten Lampen entstandenen Moose und Farne wurden bis auf wenige Belegstellen entfernt. Beim Umbau wurde auch ein modernes Sicherheitssystem gegen Einbruch und Vandalismus eingebaut.

## Beschreibung
Der Weg führt durch einen etwa drei Meter langen, sehr engen Gang auf eine Plattform im oberen Teil der ersten Abteilung der Höhle. Direkt vor dem Weg, der dort nach links führt, befindet sich das „Elefantenohr“, eine freihängende Sinterfahne von mehr als einem Meter Länge. Als Gegenstück hat sich am Boden ein Stalagmit gebildet, der „Bienenkorb“. Der Weg führt dann an der „Orientalischen Stadt“ vorbei und biegt in einem Halbkreis nach rechts ab. Die „Orientalische Stadt“ befindet sich links in halber Höhe in einer kleinen Höhlung und besteht aus zahlreichen Kerzenstalagmiten. Anschließend führt eine Treppenanlage mehr als zehn Meter nach unten, wo sich ein aus Knochen zusammengestellter Höhlenbär der kleinen Höhlenbaerenrasse Ursus spelaeus eremus befindet. Die Versinterungen an der rechten Wand erinnern an einen Wasserfall und gaben Anlass, der Formation ebendiesen Namen beizulegen. An der Decke befinden sich Sinterfahnen, vereinzelt auch Sinterröhrchen. Am Boden liegen mit Sintermasse überzogene ur- und frühgeschichtliche Knochen, besonders Rentiergeweihabwurfstangen und ein Mammutbecken die vom Cromagnon-Menschen des Gravettian wahrscheinlich im schamanischen Kontext in der Höhle an einer Stelle deponiert wurden. An mehreren Stellen haben sich auch Stalagmiten mit Tropftrichtern gebildet.

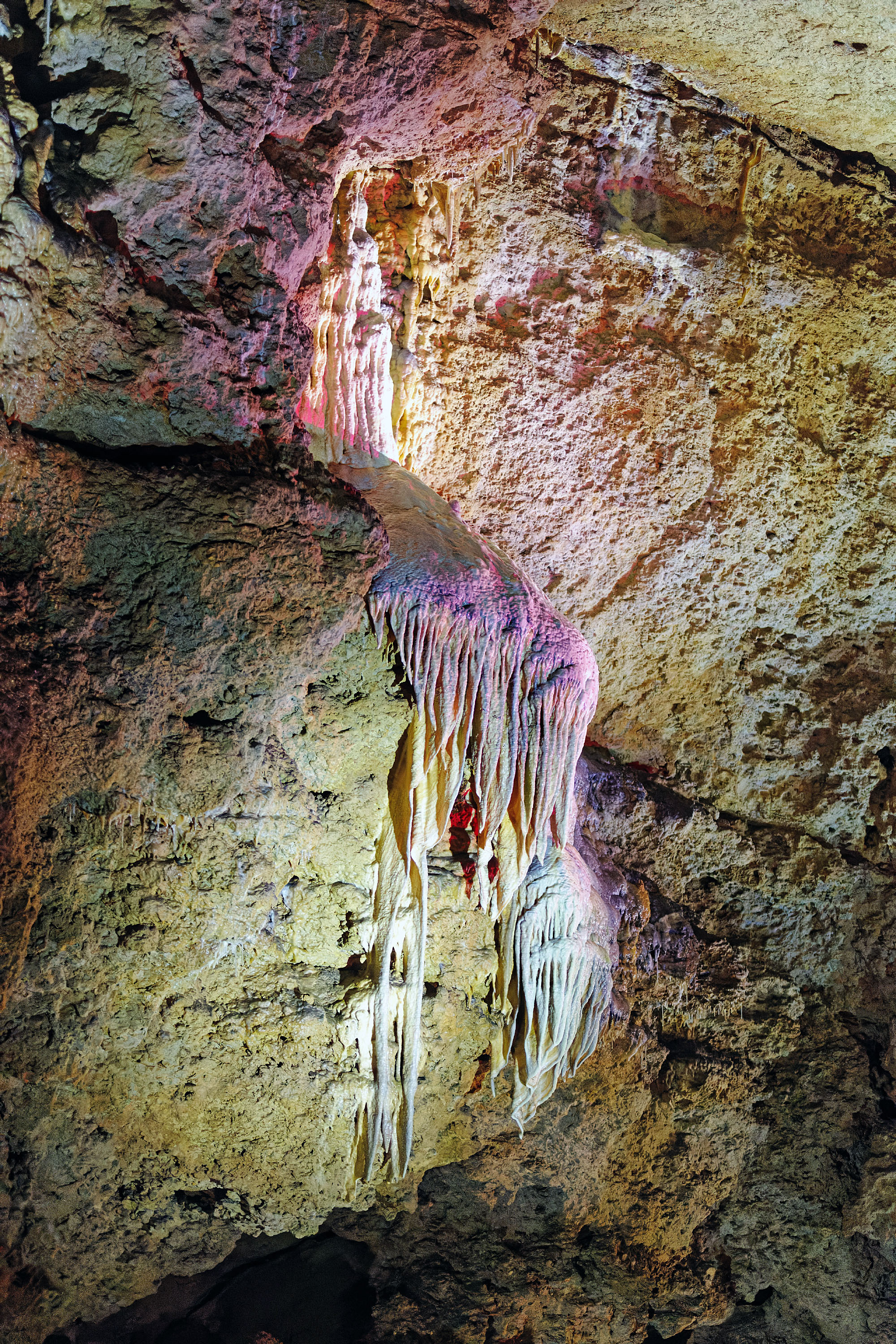
Kanzel mit Madonna in der dritten Abteilung

Ein Gitterrost führt in die zweite Abteilung. Links und rechts sind mehrere unterschiedlich große Sinterbecken zu sehen. Mehrere Sinterschalen mit Durchmessern von wenigen Millimetern befinden sich daneben. Diese Formationen bilden sich durch langsam abrinnendes Wasser auf den geneigten Sinterflächen. Links folgt der „Millionär“, der größte Tropfstein der Höhle. An der Basis hat dieser Stalagmit mehr als zwei Meter Durchmesser; er ist etwa 2,4 Meter hoch. Der Name leitet sich vom früher angenommenen Alter her. Dieses wurde aber viel zu hoch angesetzt. Gespeist wird der Tropfstein von einer großen Sinterfahne, dem Kronenleuchter. Im rechten hinteren Teil befindet sich ein weiterer Bodentropfstein, der allerdings etwas kleiner als der Millionär ist und „Eisberg“ oder „Kleiner Millionär“ genannt wird. An der Decke haben sich weitere, teilweise über einen Meter lange Sinterfahnen gebildet. Eine besonders auffällige wird „Adler“ genannt.
Der Weg geht am „Millionär“ vorbei stetig bergauf. Durch einen sehr engen Gang kommt man in die dritte Abteilung, den größten Hohlraum des Höhlenkomplexes. Hier fehlen Versinterungen fast völlig. Nur an einzelnen Stellen haben sich Tropfsteine gebildet, darunter ein großer kegelförmiger Stalagmit. An einer Wand hat herabfließendes Wasser eine große Sinterformation, „Kanzel mit Madonna“ genannt, geschaffen. In diesem Raum liegen fünf große Felsbrocken am Boden, die sich von der Decke gelöst haben und teilweise bereits übersintert sind. An der Decke ist ein Bereich mit großen eisernen Ankerstangen gesichert, damit es nicht zu weiteren Felsabbrüchen kommt. An der Decke verlaufen mehrere parallele Klüfte, die mit Sinter zugewachsen sind. Der Weg beschreibt in dieser Abteilung einen großen Kreis und führt zum Ausgang.
Einzelne Seitengänge sind nicht erschlossen. Auch werden Teile des alten Führungsweges nicht mehr begangen. Dort befinden sich ebenfalls Tropfsteinformationen, beispielsweise Blumenkohlsinter und das eingesinterte Beckenfragment eines Höhlenbären. Das Ahornloch und die Klaussteinhöhle wurden bei den verschiedenen Ausgrabungen verändert. Der Boden wurde bei den Sucharbeiten durchwühlt und später eingeebnet, Trennwände wurden beseitigt oder aufgeweitet, Schächte mit Abbaumaterial verfüllt und Tropfsteine entfernt. Die Höschhöhle ist verschlossen. Sie kann nur von geübten Höhlenkletterern begangen werden. Von der ersten Abteilung führen zwei Öffnungen zu einer kleinen Seitenhöhle, die zwar eingesehen, aber nicht begangen werden kann. Wegen der zahlreichen Knochenfunde des Ursus spelaeus (Höhlenbär) wird sie als Bärenhöhle bezeichnet. Unklar ist, wie die Höhlenbären dort hineinkamen, da der heutige Eingang erst im 19. Jahrhundert freigelegt wurde und die Zuordnung von Felsspalten zu einem damals für Bären passierbaren Zugang nicht möglich erscheint.
Das Areal ist vom Bayerischen Landesamt für Denkmalpflege (BLfD) als Bodendenkmal (D-4-6134-0059) ausgewiesen.

## Flora und Fauna

### Fauna

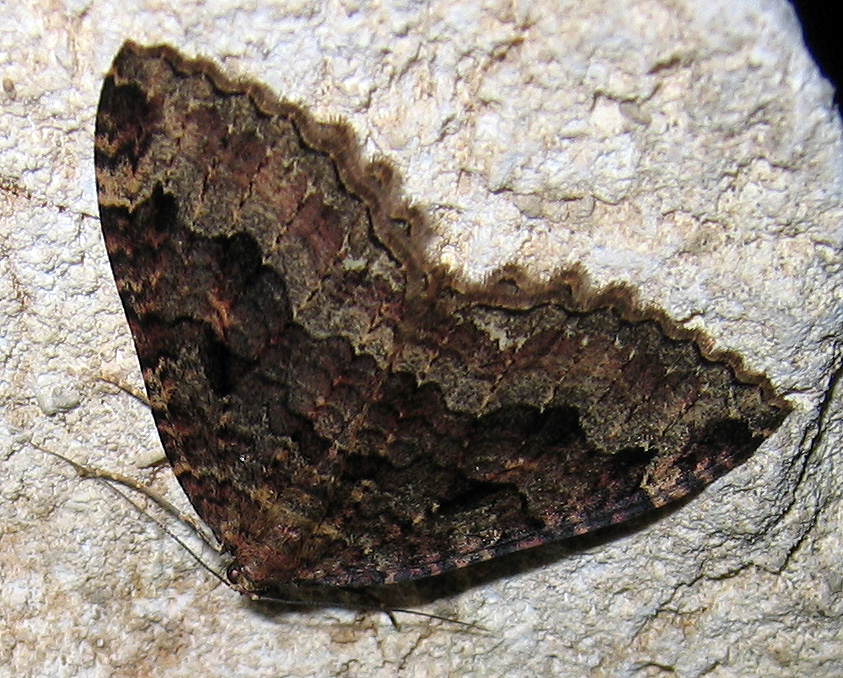
Triphosa dubitata

Die Sophienhöhle beherbergt trotz der widrigen Lebensbedingungen, ganzjährig neun Grad Celsius und Dunkelheit bis auf die Beleuchtung bei den Führungen, eine vielgestaltige Fauna. 35 verschiedene Tierarten konnten bisher nachgewiesen werden. Die Sophienhöhle zählt damit zu den faunenreichsten Höhlen der Fränkischen Alb. Es handelt sich um verschiedene Spinnen- und Insektenarten. Jedoch nicht alle Tiere, die man in der Höhle antrifft, sind echte Höhlentiere. Sogenannte Trogloxene, höhlenfremde Tiere, geraten zufällig in die Höhle und gehen bald darauf zugrunde.
In der Höhle sind subtroglophile Tiere, die sich nur in bestimmten Entwicklungsphasen oder Jahreszeiten in der Höhle aufhalten, mit einer gewissen Regelmäßigkeit anzutreffen. Zu dieser Gruppe gehört der Wegdornspanner Triphosa dubitata. Bereits im Spätsommer sucht dieser Nachtfalter die Sophienhöhle auf, um dort im eingangsnahen Bereich oft in großer Zahl zu überwintern. Einzelne Exemplare verbringen bis zu zehn Monate in der Höhle. Im Frühjahr verlassen die überlebenden Falter die Höhle, um ihre Eier abzulegen.
Zu den Eutroglophilen, den Höhlenfreunden, zählen die meisten der in der Sophienhöhle vorkommenden Tiere. Sie verbringen ihr gesamtes Leben in der Höhle. Sie können aber auch durchaus in der Außenwelt existieren. Zu dieser Gruppe gehören vor allem die zahlreichen Springschwänze. Diese ein bis zwei Millimeter langen Tierchen zählen zu den Urinsekten und leben vorwiegend auf der Oberfläche der zahlreichen Wasser- und Sinterbecken. Sie können mit ihrem gabelförmigen Sprungapparat Entfernungen zurücklegen, die ihre eigene Größe um mehr als das Zehnfache überschreiten. Eine weitere Tierart ist die Höhlenspinne Meta menardi. Diese lebt häufig an geschützten Orten der Höhlendecke. Dort schlüpfen oft aus zentimetergroßen kugelförmigen Eikokons mehr als hundert Jungspinnen. Ein Teil dieser Jungtiere verbleibt in der Höhle und wächst dort bis zur Geschlechtsreife heran, andere verlassen die Sophienhöhle, um in der Umgebung des Höhleneingangs neue Lebensräume zu finden. In der Sophienhöhle sind auch die Larven der Pilzmücke Speolepta leptogaster anzutreffen. Sie sind ausschließlich aus Höhlen bekannt und haben rückgebildete Augen, die bei den erwachsenen Insekten voll entwickelt sind. Die nur wenige Millimeter großen Larven leben auf einem zarten Gespinst aus Fäden, die mit Schleimtröpfchen perlenartig besetzt sind.
Die Sophienhöhle beherbergt als eine der wenigen Höhlen Frankens auch echte Höhlentiere. Diese werden Troglobionten bezeichnet und haben im Laufe der Evolution Eigenschaften entwickelt, die ihnen ein dauerhaftes Leben in der Höhle ermöglichen. In den fränkischen Höhlen konnten bisher zwölf dieser Tierarten nachgewiesen werden, zwei davon leben in der Sophienhöhle. Der Nahrungsbedarf dieser Tiere ist stark minimiert; sie verwerten fast alles, was auch nur einen sehr geringen Nährstoffgehalt hat. Die eine Art ist ein mikroskopisch kleiner Krebs der Gattung Bathynella. Bei der zweiten Art handelt es sich um den pigmentlosen Strudelwurm Phagocatta vitta. In den Höhlen der Fränkischen Alb konnte dieser bisher ausschließlich in der Sophienhöhle nachgewiesen werden.

### Flora

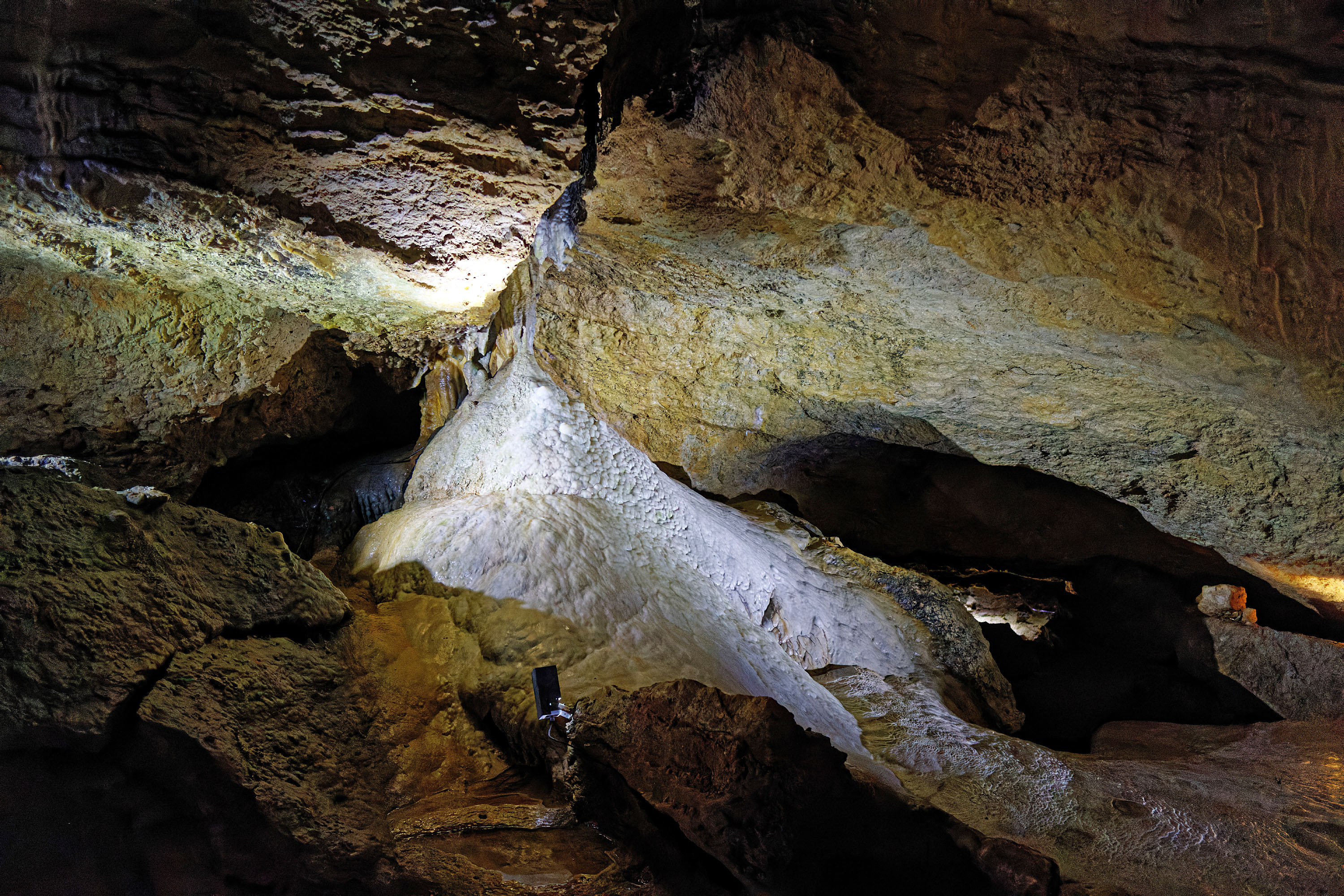
Kleiner Millionär in der zweiten Abteilung

In der Sophienhöhle hat sich seit der ersten Installierung von elektrischem Licht im Jahre 1971 eine sehr auffällige und vielgestaltige Pflanzengemeinschaft gebildet, die sogenannte Lampenflora. Diese ist in der Nähe der Beleuchtungsquellen am stärksten vertreten. Bei den relativ schwachen Lichtverhältnissen können vor allem Algen und Moose gedeihen. Wesentlich anspruchsvollere Blütenpflanzen haben bei diesen Lichtverhältnissen kaum eine Überlebenschance und treten nur selten in Form von blassen, kurzlebigen Keimlingen auf. Die Pflanzen unterscheiden sich in vielerlei Hinsicht von ihren Artgenossen auf der Erdoberfläche, da sie am Rande des Existenzminimums leben. Bei den Moosen sind die Stängel meistens verlängert, locker beblättert und die Blattenden mit überlangen Spitzen versehen.
Die Lampenflora unterliegt in der Sophienhöhle gewissen Gesetzmäßigkeiten in ihrer Entwicklung. Lichtgenügsame Algen erweisen sich als Pionierpflanzen, die sich auch in größerer Entfernung von einer Lichtquelle ansiedeln. Zu diesen gesellen sich später verschiedene Moosarten. In der Sophienhöhle kommt vor allem das lichtgenügsame Eibenblättrige Spaltzahnmoos vor. Es bildet ausgedehnte Moosrasen.
Die heute anzutreffenden Pflanzen traten alle erst nach der Installation von elektrischem Licht auf. Um den Pflanzenbewuchs auf den Tropfsteinen so gering wie möglich zu halten, wird die Beleuchtung außerhalb der Führungen auf ein Minimum reduziert. Während der Renovierungsphase von 2000 bis 2002 wurde der Pflanzenbewuchs teilweise entfernt. Zuvor gab es schon Pilze, die mit ihrer lichtunabhängigen Lebensweise weit in den Tiefenbereich der Sophienhöhle vorgedrungen waren. Diese Pilze befanden sich vor allem auf dem früheren Holzgeländer des Führungsweges und anderen organischen Resten. In Höhlen können Pilze aufgrund der hohen Luftfeuchtigkeit aus ihrem organischen Nährboden herauswachsen und mit sogenannten Rhizomorphen auf die umliegenden anorganischen Oberflächen übergreifen. Diese zum Teil sehr großflächigen Rhizomorphe sind in der Sophienhöhle sogar auf Sinterfahnen im Deckenbereich der zweiten Abteilung zu finden. Das spezielle Höhlenklima führt zu verschiedenen Wuchsformen der Pilze, so dass ihr Erscheinungsbild sehr unterschiedlich ist. Die Pilze spielen als Nahrungsgrundlage für viele Höhlentiere eine wichtige Rolle.

## Tourismus

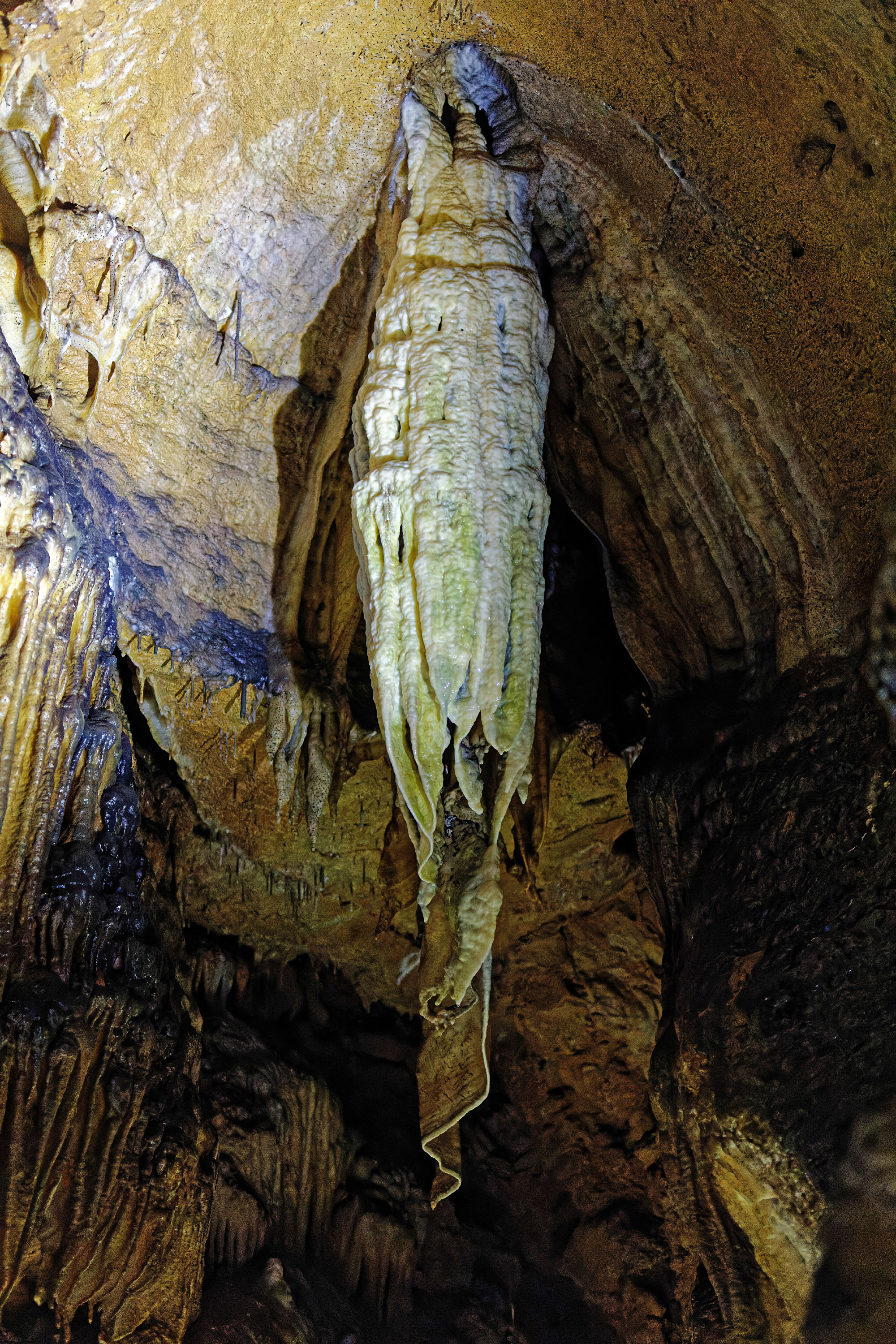
Kronenleuchter in der zweiten Abteilung

Die Führungen in der Sophienhöhle gehen über gut begehbare Wege und Treppen, die alle ab dem Jahr 2000 erneuert wurden, in die einzelnen Abteilungen und an den Tropfsteinformationen vorbei. Der Führungsweg wird im Ahornloch, in der Klaussteinhöhle und in den ersten beiden Abteilungen der Sophienhöhle als Hin- und Rückweg benutzt. In der dritten Abteilung ist er als Rundweg angelegt. Eine Führung dauert etwa 40 Minuten. Dabei werden rund 220 Meter zurückgelegt. Führungen finden das ganze Jahr über statt. In den Sommermonaten finden in der Klaussteinhöhle Konzerte statt.
Seit der Wiedereröffnung 2002 wird in der Höhle eine Multimediashow (Sophie at night) angeboten. Sie findet samstags im Anschluss an die Führung am Abend statt. Dabei wird auch der Bereich vor der Höhle mit einem Lagerfeuer einbezogen. Im Ahornloch werden Naturfilme vorgeführt. Bei der Multimediashow kann sich jeder Besucher frei in der Höhle bewegen, um sich die verschiedenfarbig angestrahlten Tropfsteinformationen, deren Beleuchtung ständig wechselt, anzuschauen. Dazu läuft eine Tonshow.
In den Jahren 2008 bis 2012 lag die durchschnittliche Besucherzahl bei 29.002. Mit diesem Wert liegt die Schauhöhle im mittleren Bereich der Schauhöhlen in Deutschland. 2008 besuchten 31.649 Personen die Höhle (Höchstwert seit der Wiedereröffnung 2002). Im Jahr 2012 waren es 26.681 Besucher.